# Göteborg

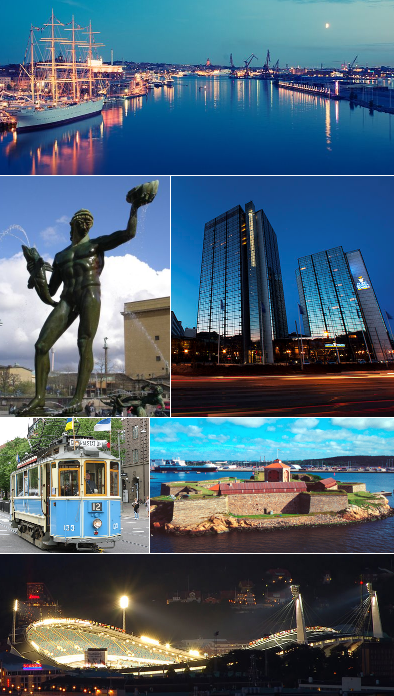
Der Hafen von Göteborg, die Poseidon-Statue sowie weitere Sehenswürdigkeiten in Göteborg

Göteborg (anhörenⓘ; schwedisch [ˌʝœtəˈbɔrj] ⓘ; deutsch veraltet Gotenburg oder Gothenburg; lateinisch Gothoburgum, englisch Gothenburg) ist eine Großstadt in den schwedischen Provinzen Västra Götalands län, deren Residenzstadt sie ist, und Hallands län sowie den historischen Provinzen Västergötland, Bohuslän und Halland.
Göteborg ist nach Stockholm und vor Malmö die zweitgrößte Stadt Schwedens mit 596.841 Einwohnern (31. Dezember 2022); denselben Rang nimmt auch die Storgöteborg („Groß-Göteborg“) genannte, 13 Gemeinden umfassende Metropolregion mit 1.071.744 Einwohnern (Stand Januar 2023) ein.

## Geographie

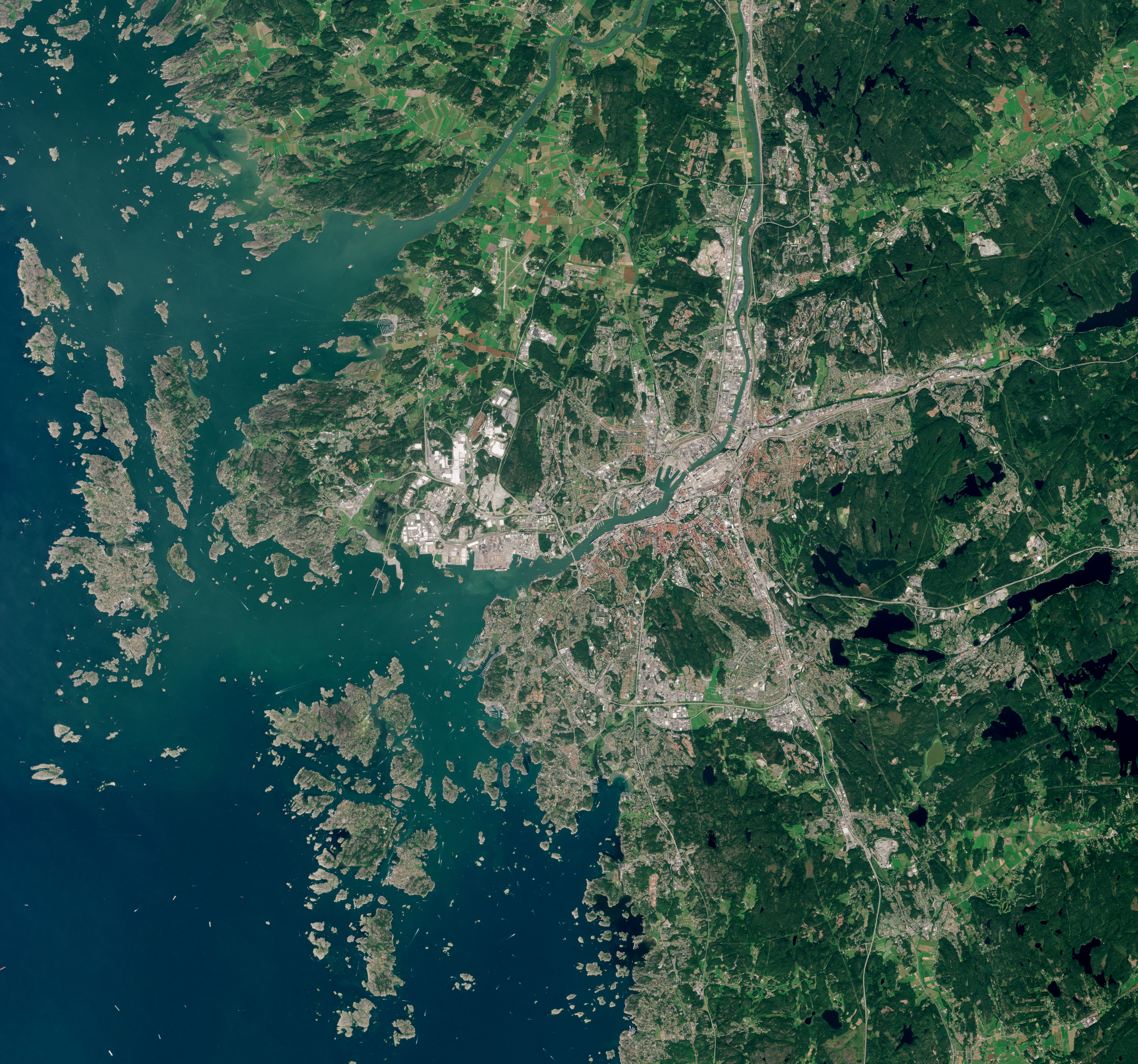
Satellitenbild von Göteborg

Die Universitätsstadt liegt an der Westküste Schwedens beiderseits des Hauptarmes des Flusses Göta älv, der dort in das Kattegat mündet. Die Stadtteile nördlich des Flusses liegen auf der Insel Hisingen zwischen Göta älv und seinem rechten Arm Nordre älv, der viertgrößten und bevölkerungsreichsten Insel Schwedens.
Im Vergleich etwa zu Stockholm weist Göteborg eine klimatisch günstigere Lage auf und bietet mit seinem eisfreien Seehafen im Mündungsbereich des Göta älv einen bedeutenden Wirtschaftsvorteil (Schwerindustrie und Fährschifffahrt).
Der Stadt vorgelagert liegt im Kattegat der Göteborger Schärengarten (skärgård) mit kleinen und kleinsten felsigen Schäreninseln, die zum Teil bewohnt sind.
Göteborg ist Hauptort der Gemeinde Göteborg von Västra Götalands län, die jedoch nicht das gesamte Stadtgebiet umfasst. Dieses zusammenhängend bebaute Gebiet, der Tätort Göteborg, liegt nach Einwohnern zu 80 % auf dem Territorium der Gemeinde Göteborg (457.927 Einwohner auf 145,39 km²). Kleinere Teile des Tätorts umfassen Teile der umliegenden Gemeinden Mölndal (39,35 km², 60.513 Einwohner, 11 %), Partille (12,26 km², 30.425 Einwohner, 5 %, beide Västra Götalands län) und Kungsbacka (18,14 km², 23.934 Einwohner, 4 %, Hallands län). Andererseits gehören Teile der Gemeinde nicht zum Tätort Göteborg, insbesondere die 2015 neu ausgewiesenen Tätorte Björlanda och Torslanda (23.088 Einwohner) auf Hisingen und Gunnared och Hammarkullen (45.106 Einwohner) im Nordosten der Stadt, die zuvor zum Tätort Göteborg gehörten (alle Angaben mit Stand 31. Dezember 2015).
Zur historischen Provinz (landskap) Bohuslän gehören die nordwestlichen Stadtteile auf der Insel Hisingen, während die zentralen und östlichen Gebiete in Västergötland liegen. Durch die Zuordnung der zuvor eigenständigen Tätorte Kungsbacka, Lindome und einiger kleinerer zum Tätort Göteborg 2015 dehnt sich dieser nun nicht nur bis in die Provinz Hallands län, sondern auch in die Landskap Halland aus, womit Göteborg der einzige Ort Schwedens in drei historischen Provinzen ist.
Zur Metropolregion gehören neben der Gemeinde Göteborg und den Gesamtterritorien der genannten Gemeinden Kungsbacka, Mölndal und Partille auch die neun weiteren, umliegenden Gemeinden Ale, Alingsås, Härryda, Kungälv, Lerum, Lilla Edet, Öckerö, Stenungsund und Tjörn, außer der Gemeinde Kungsbacka (Hallands län) alle in der Provinz Västra Götalands län.

### Stadtgliederung

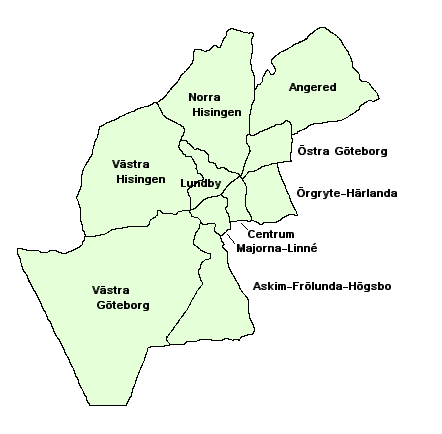
Die zehn Stadtteilratsgebiete Göteborgs von 2011 bis 2020

Seit 1. Januar 2021 besteht Göteborg aus vier Stadtbezirken (stadsområden), die in 96 Stadtviertel (primärområden, wörtlich „Primärgebiete“) unterteilt sind. Zuvor war die Stadt von 2011 bis 2020 in zehn sogenannte „Stadtteilratsgebiete“ (stadsdelsnämndsområden) gegliedert, die aus dem teilweisen Zusammenschluss der seit 1989 bestehenden 21 Stadtbezirke hervorgegangen waren.
Die vier Stadtbezirke mit ihren zugehörigen Primärgebieten sind:
| 1 Nordost | 2 Centrum | 3 Sydväst | 4 Hisingen |
| --- | --- | --- | --- |
| - Agnesberg - Angereds Centrum - Bergum - Eriksbo - Gamlestaden - Gunnilse - Gårdstensberget - Hammarkullen - Hjällbo - Linnarhult - Lövgärdet - Norra Kortedala - Rannebergen - Södra Kortedala - Utby - Västra Bergsjön - Östra Bergsjön | - Annedal - Bagaregården - Björkekärr - Guldheden - Haga - Heden - Härlanda - Inom Vallgraven - Johanneberg - Kallebäck - Krokslätt - Kungsladugård - Kålltorp - Kärralund - Landala - Lorensberg - Lunden - Majorna - Masthugget - Olivedal - Olskroken - Redbergslid - Sanna - Skår - Stampen - Stigberget - Torpa - Vasastaden - Änggården - Överås | - Askim - Billdal - Bratthammar - Fiskebäck - Flatås - Frölunda Torg - Grevegården - Grimmered - Guldringen - Hagen - Hovås - Högsbo industriområde - Högsbohöjd - Högsbotorp - Järnbrott - Kannebäck - Kaverös - Långedrag - Näset - Ruddalen - Skattegården - Södra skärgården - Tofta - Ängås - Önnered | - Arendal - Backa - Björlanda - Brunnsbo - Eriksberg - Hjuvik - Jättesten - Kvillebäcken - Kyrkbyn - Kärra - Kärrdalen - Lindholmen - Länsmansgården - Nolered - Norra Biskopsgården - Rambergsstaden - Rödbo - Skogome - Skälltorp - Slätta Damm - Svartedalen - Säve - Södra Biskopsgården - Tuve |

### Klimatabelle
|                       | Jan  | Feb  | Mär  | Apr  | Mai  | Jun  | Jul  | Aug  | Sep  | Okt   | Nov  | Dez  |   |       |
| Mittl. Tagesmax. (°C) | 3,0  | 3,2  | 6,4  | 12,1 | 16,9 | 20,0 | 22,4 | 21,8 | 17,7 | 12,0  | 7,2  | 4,2  | ⌀ | 12,3  |
| Mittl. Tagesmin. (°C) | −1,5 | −1,6 | −0,1 | 3,6  | 8,0  | 11,9 | 14,4 | 14,1 | 10,6 | 6,3   | 2,9  | −0,1 | ⌀ | 5,7   |
|                       |      |      |      |      |      |      |      |      |      |       |      |      |   |       |
| Niederschlag (mm)     | 83,0 | 61,0 | 54,0 | 51,3 | 54,3 | 73,7 | 81,3 | 92,8 | 80,0 | 102,9 | 84,7 | 93,0 | Σ | 912   |
|                       |      |      |      |      |      |      |      |      |      |       |      |      |   |       |
| Sonnenstunden (h/d)   | 1,3  | 2,5  | 4,1  | 6,1  | 7,8  | 8,9  | 7,8  | 7,1  | 4,8  | 3,0   | 1,9  | 1,2  | ⌀ | 4,7   |
|                       |      |      |      |      |      |      |      |      |      |       |      |      |   |       |
| Regentage (d)         | 17,2 | 14,7 | 13,0 | 12,0 | 12,5 | 13,5 | 13,6 | 16,4 | 15,0 | 17,6  | 17,6 | 19,0 | Σ | 182,1 |
|                       |      |      |      |      |      |      |      |      |      |       |      |      |   |       |
| Wassertemperatur (°C) | 3    | 2    | 3    | 4    | 8    | 13   | 16   | 17   | 15   | 12    | 8    | 5    | ⌀ | 8,9   |
|                       |      |      |      |      |      |      |      |      |      |       |      |      |   |       |
| Luftfeuchtigkeit (%)  | 90   | 89   | 84   | 79   | 73   | 74   | 75   | 79   | 81   | 83    | 85   | 87   | ⌀ | 81,5  |

| −1,5 |

| −1,6 |

| −0,1 |

| 3,6 |

| 8,0 |

| 11,9 |

| 14,4 |

| 14,1 |

| 10,6 |

| 6,3 |

| 2,9 |

| −0,1 |

| −1,5 |

| −1,6 |

| −0,1 |

| 3,6 |

| 8,0 |

| 11,9 |

| 14,4 |

| 14,1 |

| 10,6 |

| 6,3 |

| 2,9 |

| −0,1 |

## Geschichte

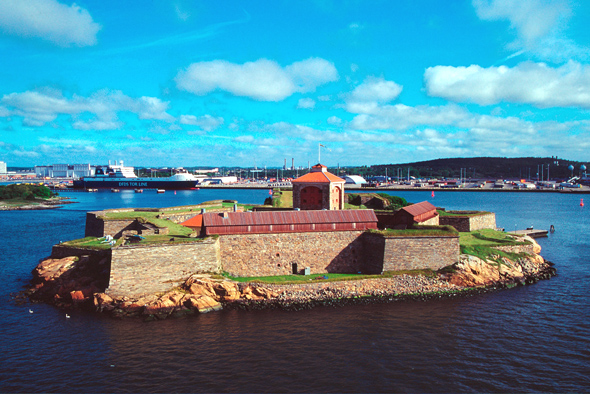
Festung Älvsborg

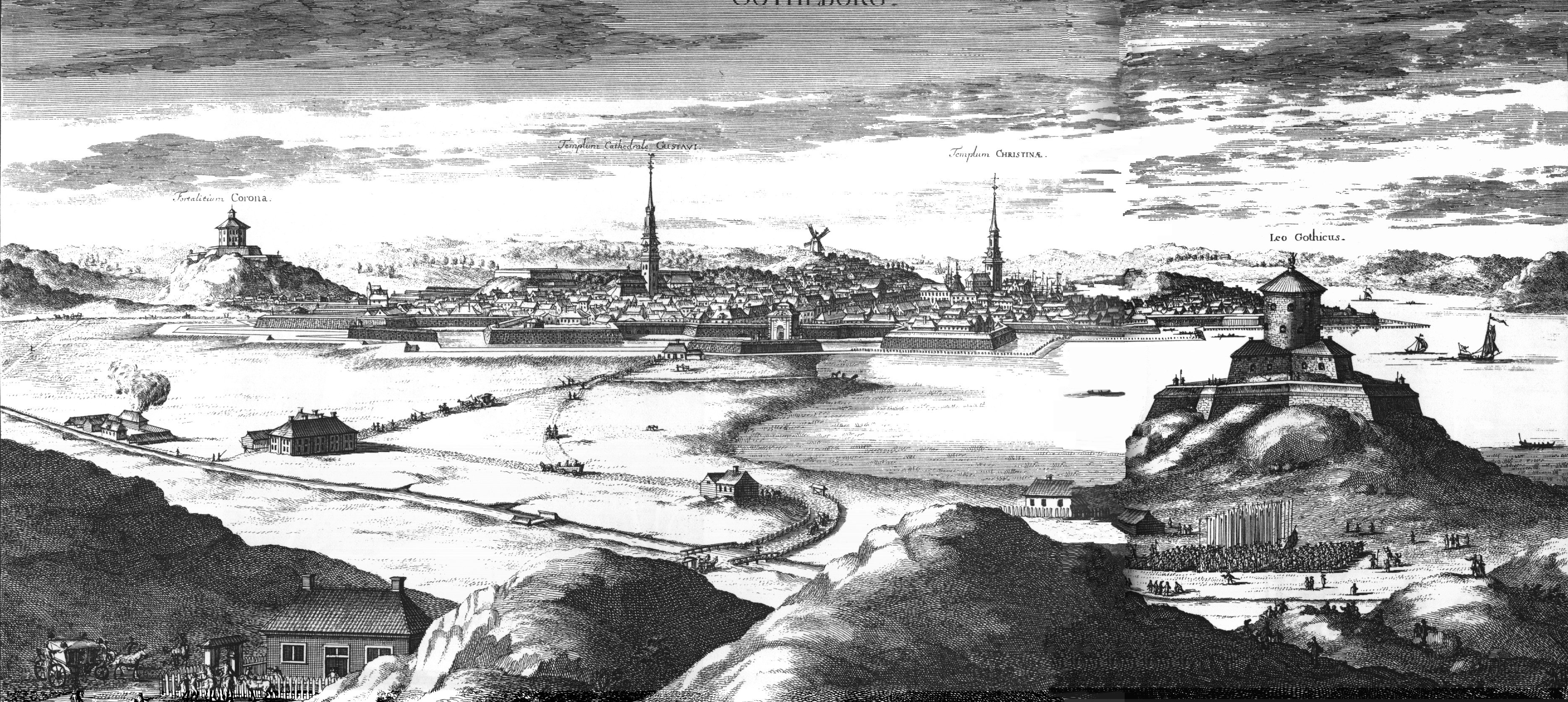
Gravur Göteborgs von Erik Dahlbergs Suecia antiqua et hodierna 1690–1710

Karte von Göteborg (um 1710)

Über mehrere tausend Jahre hinweg wohnten Menschen an der Stelle des heutigen Göteborg. Schon in der Steinzeit bestand eine Siedlung an der Mündung der Göta älv (heute Stadtteil Sandarna). In Göteborg befinden sich elf Petroglyphen, also in Stein oder Fels geritzte bildliche Darstellungen aus prähistorischer Zeit.
Wegen der häufigen Plünderungen durch Seefahrer flüchteten die Bewohner um 1100 etwa 40 Kilometer weit flussaufwärts. Dort entstand Gamla Lödöse (auch Lödöse genannt), Göteborgs älteste Vorgängersiedlung. Ein anderer Vorläufer Göteborgs war die Festung Älvsborg.
Die Mündung des Göta älv war zu dieser Zeit Schwedens einziger Zugang zur Nordsee. Da Dänemark – im Mittelalter Vormacht in Skandinavien – den Zugang zur Ostsee kontrollierte, hatte der Hafen für Schweden besondere Bedeutung. Im 13. Jahrhundert wurde die Festung Älvsborg an den Klippen des heutigen Stadtteils Kungsladugård gebaut. Lödöse lag als Handelsplatz zu weit flussaufwärts, weshalb man 1473 eine neue Stadt, Neu Lödöse, an der Mündung des Flusses Säveån in den Göta Älv baute. Heute befindet sich dort der Stadtteil Gamlestaden.
Um die Festung herum bildete sich in Richtung Westen ebenfalls ein Dorf. Die Festung selbst wurde von den Dänen 1563 und 1612 erobert. Beide Male mussten die Schweden hohe Ablösesummen bezahlen, um die Festung zurückzubekommen.

### 17. Jahrhundert
Karl IX. legte 1603 eine Stadt auf Hisingen, der viertgrößten Insel Schwedens, im Ästuar des Göta älv an, die jedoch 1612 von Dänemark im Kalmarkrieg (1611–1613) abgebrannt wurde. Das heutige Göteborg wurde 1619 durch König Gustav II. Adolf gegründet. 1621 bekam Göteborg das Stadtrecht.
Während des 17. Jahrhunderts siedelten sich hier viele protestantische Einwanderer aus dem Süden der Niederlande, Deutschland und Großbritannien an, die für Göteborgs schnelle Entwicklung eine große Rolle spielten. König Gustav II. Adolf beschäftigte Niederländer im Stadtbau, weil sie zu dieser Zeit Experten im Bauen auf Marschboden waren. Sie bekamen dafür unter anderem wirtschaftliche und rechtliche Privilegien. Der Stadtrat von 1641 war mit vier Schweden, drei Deutschen, zwei Schotten und drei Niederländern besetzt. Der niederländische Einfluss war an den heute größtenteils zugeschütteten Grachten der sehenswerten Altstadt zu erkennen.
Bis 1658 gehörten das unmittelbar angrenzende Bohuslän im Norden und Halland im Süden zu Dänemark-Norwegen. Göteborg wurde dementsprechend stark befestigt. Schließlich war sie eine der am stärksten befestigten Städte in Nordeuropa, mit Steinmauern und Bastionen.
1660 starb König Karl X. Gustav während des Ständereichstags in der Stadt.

### 18. Jahrhundert
Im 18. Jahrhundert war die Wirtschaft der Stadt durch Fischerei und den Hafen geprägt. Schon damals wurden von hier aus größere Mengen Eisen- und Holzwaren ausgeführt.
Im Jahre 1731 wurde die Schwedische Ostindien-Kompanie gegründet, die den Handel mit China und dem Fernen Osten wahrnahm und die Bedeutung Göteborgs als Warenumschlagplatz festigte. Durch ein Privileg war es das einzige Unternehmen Schwedens, das Handel mit Indien und China betreiben durfte. Zwischen 1731 und 1806 verkehrten zahlreiche Schiffe nach Bombay und Guangzhou, was zum wirtschaftlichen Aufschwung der Stadt beitrug.
Während des 18. Jahrhunderts wuchsen auch die Verbindungen zu Großbritannien. Als Napoleon gegen Großbritannien mit der wirtschaftlichen Blockademaßnahme der Kontinentalsperre vorging, wurde der Handel mit Schweden und in erster Linie mit Göteborg für die Briten bedeutend.

### 19. Jahrhundert

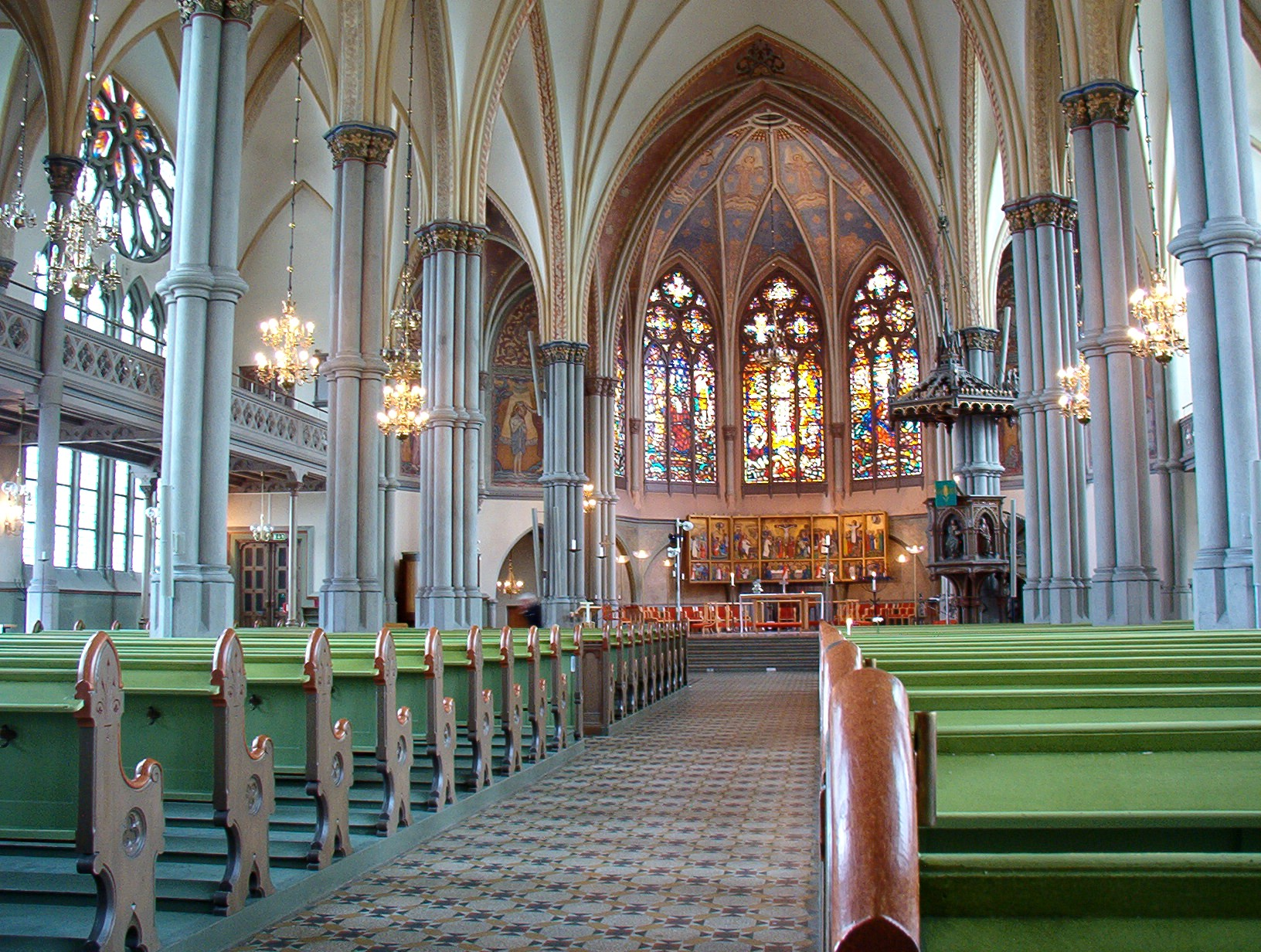
Oscar Fredriks kyrka (1893 eingeweiht)

In den Jahren 1802–1815 wurde der Göteborger Dom erbaut. 1806 wurden die Festungswerke geschleift. Erhalten geblieben ist der ehemalige Wallgraben mit seinen Grünanlagen im ehemaligen Glacisbereich, etwa dem Privatpark der Gartenbauvereinigung mit seinem Palmenhaus, dem größten Nordeuropas.
Nach Napoleons Fall (1815) hörte die französische Blockade auf, und damit begann auch Göteborgs Boom als Handelsstadt abzuflauen. Viele Unternehmen mussten Konkurs anmelden, und der Handel mit Ostindien brach ab. Wirtschaftliche Impulse, nicht zuletzt für die Industrie, brachte aber der Ausbau des Trollhätte-Kanals, der im Vänern-See an dem nach dem Ende der Blockadeperiode gebauten, zur Ostsee führenden Göta-Kanal anschließt. 
Im weiteren Verlauf des 19. Jahrhunderts wurden in der Stadt mehrere Banken gegründet, die die wirtschaftliche Entwicklung positiv beeinflussten. Daneben entwickelte sich in der Mitte des 19. Jahrhunderts eine blühende Werftenindustrie (1841: Götaverken, 1844: Lindholmen, 1850: Eriksberg). Seit 1874 verband eine große eiserne Drehbrücke Göteborg über den Göta älv mit der Insel Hisingen.
Ende 1884 hatte Göteborg 86.223 Einwohner, darunter über 1000 Deutsche. Diese deutsche Kolonie erbaute im Stadtkern die Christinenkirche, die noch heute als Deutsche Kirche bekannt ist.

### 20. Jahrhundert
Im 20. Jahrhundert entwickelte sich der Hafen Göteborgs zum größten Exporthafen Nordeuropas. Dazu trugen sicherlich auch die neu gegründeten international ausgerichteten Industrieunternehmen der Stadt bei.
Die stärkste wirtschaftliche Kraft kam jedoch durch das Unternehmen Gamlestadens Fabrikers AB, einem Betrieb der Textilindustrie, das im Jahr 1900 über 1000 Angestellte hatte. Für das industrielle Wachstum Göteborgs war im ersten Jahrzehnt die Entstehung von Firmen wie SKF verantwortlich. Ausgangspunkt für dessen Entwicklung war wiederum Gamlestadens Fabrikers AB, die das Problem hatten, dass durch den lehmhaltigen Boden der Untergrund des Fabrikgebäudes sich senkte und Risse bekam. Dadurch scheuerten die Kugellager in den Webstühlen schief ab. Der junge Ingenieur Sven Gustaf Wingqvist konstruierte daraufhin das Pendelkugellager als Lösung für dieses Problem. Für diese Herstellung wurde 1906 eine eigene Gesellschaft, die AB Svenska Kullagerfabriken, abgekürzt SKF, gegründet, welche sich schnell zu einem großen Unternehmen in der schwedischen Exportindustrie entwickelte. Während der Finanzkrise der 1920er Jahre schwankte die Nachfrage nach Wälzlagern. Um einen neuen Absatzmarkt zu finden, begann SKF 1926 mit der Herstellung von Automobilen unter dem Namen Volvo.
Göteborgs Werften waren bis in die 1970er Jahre ein wichtiger wirtschaftlicher Faktor der Stadt. Dann kam es jedoch zu schwerwiegenden industriellen Umwälzungen, von denen besonders die Werften betroffen waren. In der sogenannten Werftenkrise konnten sich die Werften gegen die internationale Konkurrenz nicht mehr wirtschaftlich behaupten, so dass der Schiffbau in Göteborg aufgegeben wurde. Die großen Werften wurden geschlossen bzw. beschränkten sich auf die Instandhaltung von Schiffen.
Trotz einiger großer Namen wie Viktor Rydberg und Wilhelm Stenhammar war Göteborg traditionell nicht gerade als kulturelle Großstadt bekannt; ein Sprichwort sagte: „in Göteborg schreibt man keine Gedichte; man schreibt Rechnungen.“
Seit dem Ende des 20. Jahrhunderts entwickelte sich Göteborg zu einem Ort für sportliche wie politische Großereignisse. 1995 war die Stadt Austragungsort der Leichtathletik-Weltmeisterschaften und im Jahr 2006 fanden hier die Leichtathletik-Europameisterschaften statt.
1976 besetzte eine große Anzahl von Umweltaktivisten eine Woche lang den Königsplatz (Kungstorget), um sich gegen den Bau eines Parkhauses unter diesem Platz zu wehren. Die Sozialdemokraten gaben schließlich nach, und das unterirdische Parkhaus wurde nicht gebaut.
Bei einem Brandanschlag auf ein Halloween-Fest in einem als Diskothek genutzten Saal kamen am 29. Oktober 1998 im Stadtteil Hisingen 63 Menschen – hauptsächlich Kinder und Jugendliche – ums Leben.

### 21. Jahrhundert
Vom 14. bis zum 16. Juni 2001 fand ein EU-Gipfel in Göteborg statt, in dessen Rahmen George W. Bush als erster US-amerikanischer Präsident Schweden besuchte. Der Gipfel wurde von gewalttätigen Protesten überschattet.

## Wappen
Das Wappen Göteborgs besteht aus zwei Elementen des großen Reichswappens. Es zeigt zum einen den Löwen Götalands als so genannten Reichslöwen mit einem gezogenen Schwert als gemeine Figur. Zum anderen trägt der Löwe den Schild des Reiches „Svea“ (drei goldene Kronen auf blauem Grund).
Erwähnenswert ist, dass der Löwe gegen die Regeln der Heraldik nach links ausgerichtet ist. Das Wappen in dieser Form besteht seit 1952 und wird mit Beschluss von 2002 von allen Behörden verwendet.
In Blau drei silberne linksschräge Wellenbalken. Ein linksgewendeter goldener rot gezungter und bewehrter doppelschwänziger Löwe mit goldener Krone schwingt mit der rechten Pranke ein goldenes Schwert und hält mit der anderen einen blauen Schild mit drei (2:1 gestellten) goldenen Kronen.

## Politik

### Stadtrat
- V: 13
- S: 22
- MP: 5
- C: 3
- L: 5
- DEM: 5
- KD: 4
- M: 15
- SD: 9

## Sehenswürdigkeiten
Göteborg ist heute ein kulturelles Zentrum mit Großstadtatmosphäre, das deutlich zum großteils ländlich geprägten Umland kontrastiert. Im Zentrum befinden sich als Relikt der ursprünglichen Festungsanlage zahlreiche kleine befahrbare Kanäle und alte Bauwerke.
Als Tourist bewegt man sich am besten zu Fuß oder mit dem Fahrrad durch die Stadt, insbesondere rund um den Järntorget im Westen der Innenstadt.
Göteborg ist für seine lebendige und vielfältige Kaffeehauskultur bekannt. Das alte Viertel Haga bietet zahlreiche Möglichkeiten, diese zu erleben. Ein großbürgerliches Ambiente, das leicht an die Wiener Ringstraßenbauten erinnert, zeigt das Vasa-Viertel.
Im Zentrum befindet sich Gustav Adolfs Torg mit einem Denkmal des Stadtgründers und sehenswerten Gebäuden. Das Kronhuset ist das älteste erhaltene Gebäude der Stadt, es wurde Mitte des 17. Jahrhunderts erbaut. Die gesamte Innenstadt ist als Reichsinteresse klassifiziert. Die Feskekörka (1874) am Wallgraben ist eine im Stil einer gotischen Kirche errichtete Fischmarkthalle.
Südöstlich des Wallgrabens gibt es die (außer bei Konzerten) frei zugängliche Parkanlage Trädgårdsföreningen u. a. mit einem Palmenhaus und einem Rosarium.
Die Masthuggskirche von 1914 im skandinavischen Stil der Nationalromantik liegt im Stadtteil Stigberget im Stadtbezirk Majorna-Linné und gilt als einer der schönsten Aussichtspunkte der Stadt. Ihren Namen hat sie von dem Stadtteil Masthugget.
Im Hafen Lilla Bommen liegt der größte in Skandinavien erbaute Windjammer, die Viermastbark Viking (Baujahr 1906) fest vertäut und dient als Hotel und Museumsschiff.
In unmittelbarer Nähe befinden sich das 1994 eingeweihte Opernhaus (Göteborgsoperan) mit seiner imposanten Fassade und die Museumsschiffe im Göteborgs maritima centrum.
Nobel wirkt die Gegend um die Kungsportsavenyen, an deren Ende der Götaplatsen liegt, das Kulturzentrum der Stadt mit seiner Poseidonstatue (1931), dem bekanntesten Wahrzeichen der Stadt. Am Platz befinden sich zudem das Konstmuséet, das Konserthuset und das Stadsteatern.
Liseberg, der größte Vergnügungspark Skandinaviens, liegt zentral in der Stadt. Daneben befindet sich das Universeum, ein naturwissenschaftliches Museum mit einem Aquarium und einem Troparium.
Das Scandinavium ist eine Multifunktionsarena. Es bietet bis zu 14.000 Menschen Platz.
Der Slottsskogen ist ein Park zwei Kilometer südwestlich des Stadtzentrums. Dort befindet sich ein Tiergehege mit einheimischen Wildtieren, auch einer Elchfamilie. Ebenfalls im Slottsskogen liegt das Naturhistorische Museum. Daneben besitzt Göteborg ein Stadtmuseum, ein Seefahrtsmuseum, das Emigranternas Hus und das Röhsssche Museum (Röhsska museet), Schwedens einziges Spezialmuseum für Design und Kunsthandwerk.
Im Natur- und Freizeitgelände Delsjöområdet liegt der Brudaremossensender, einer der wenigen teilweise abgespannten Türme der Welt.

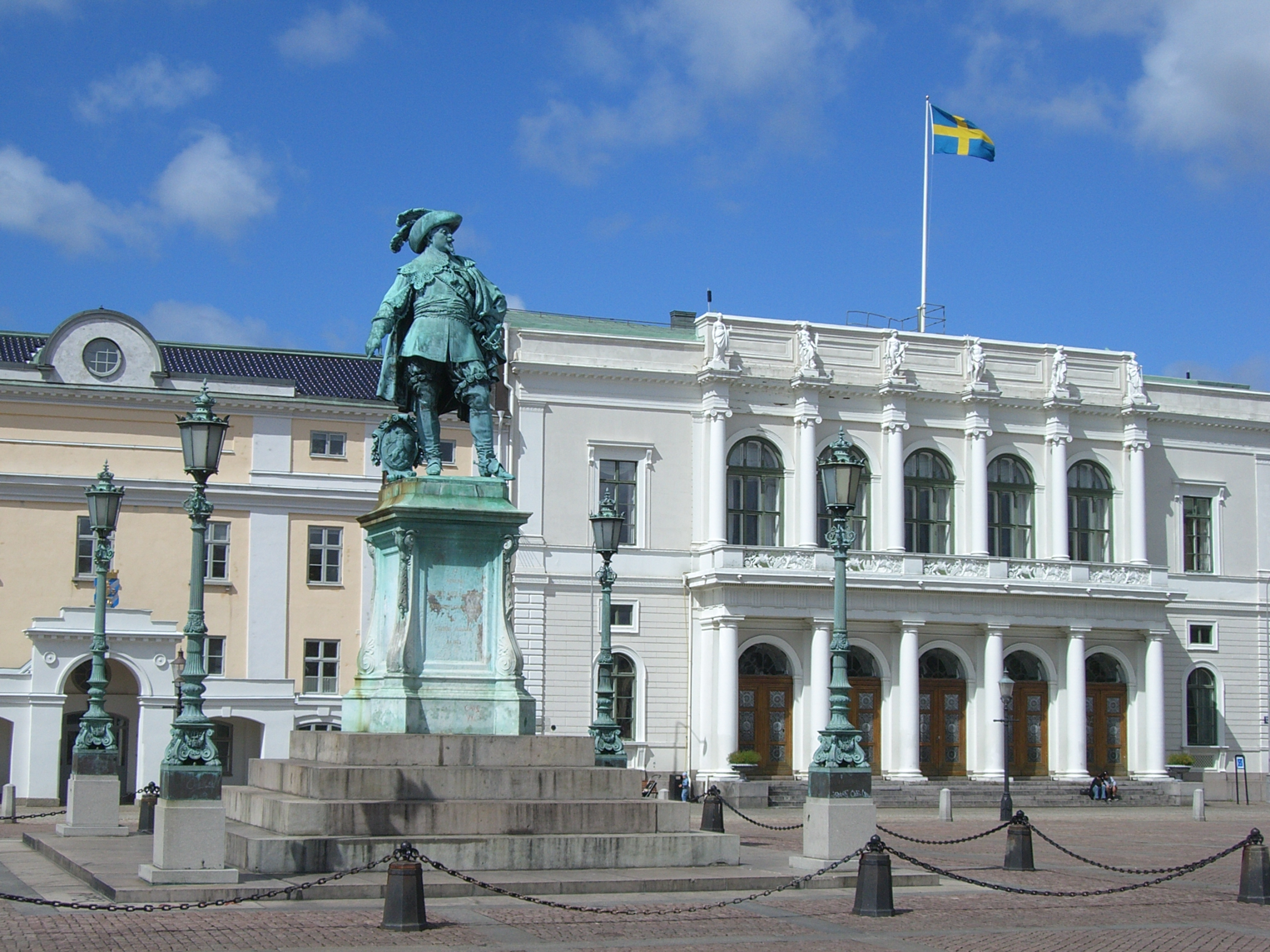
Die Göteborger Altstadt (hier: Gustaf Adolfs torg)
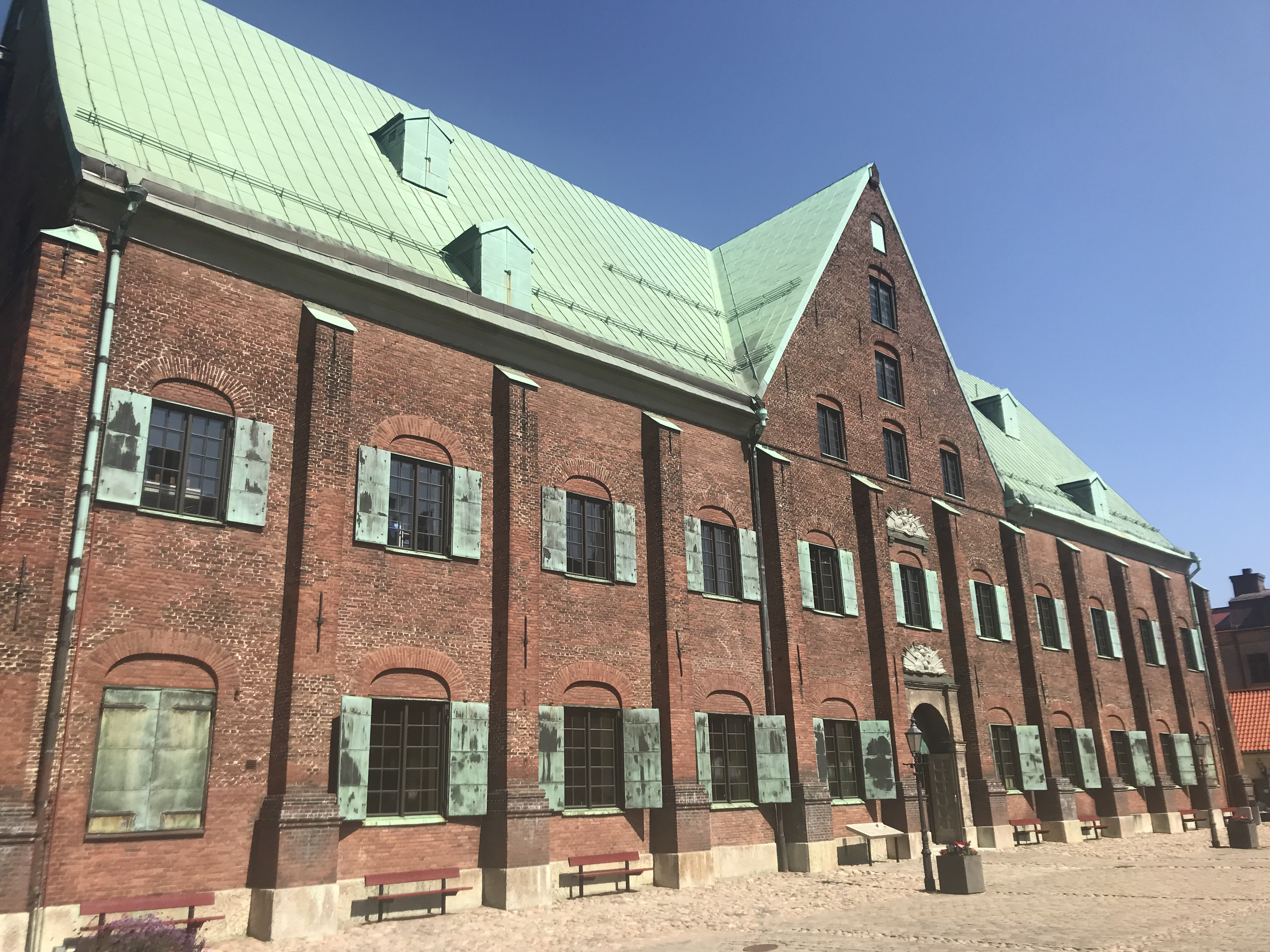
Kronhuset Göteborg
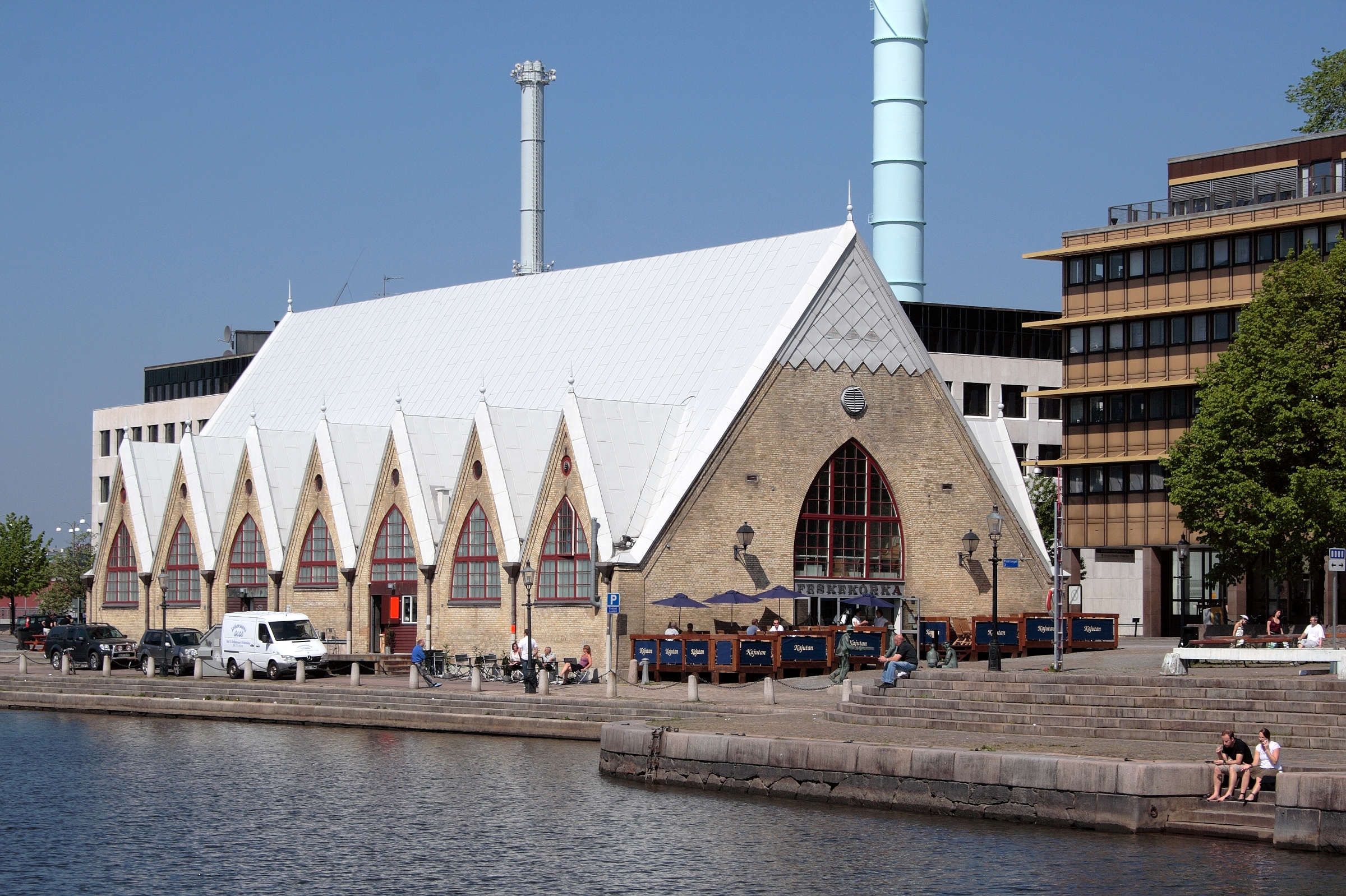
Die Fischmarkthalle Feskekörka in Göteborg
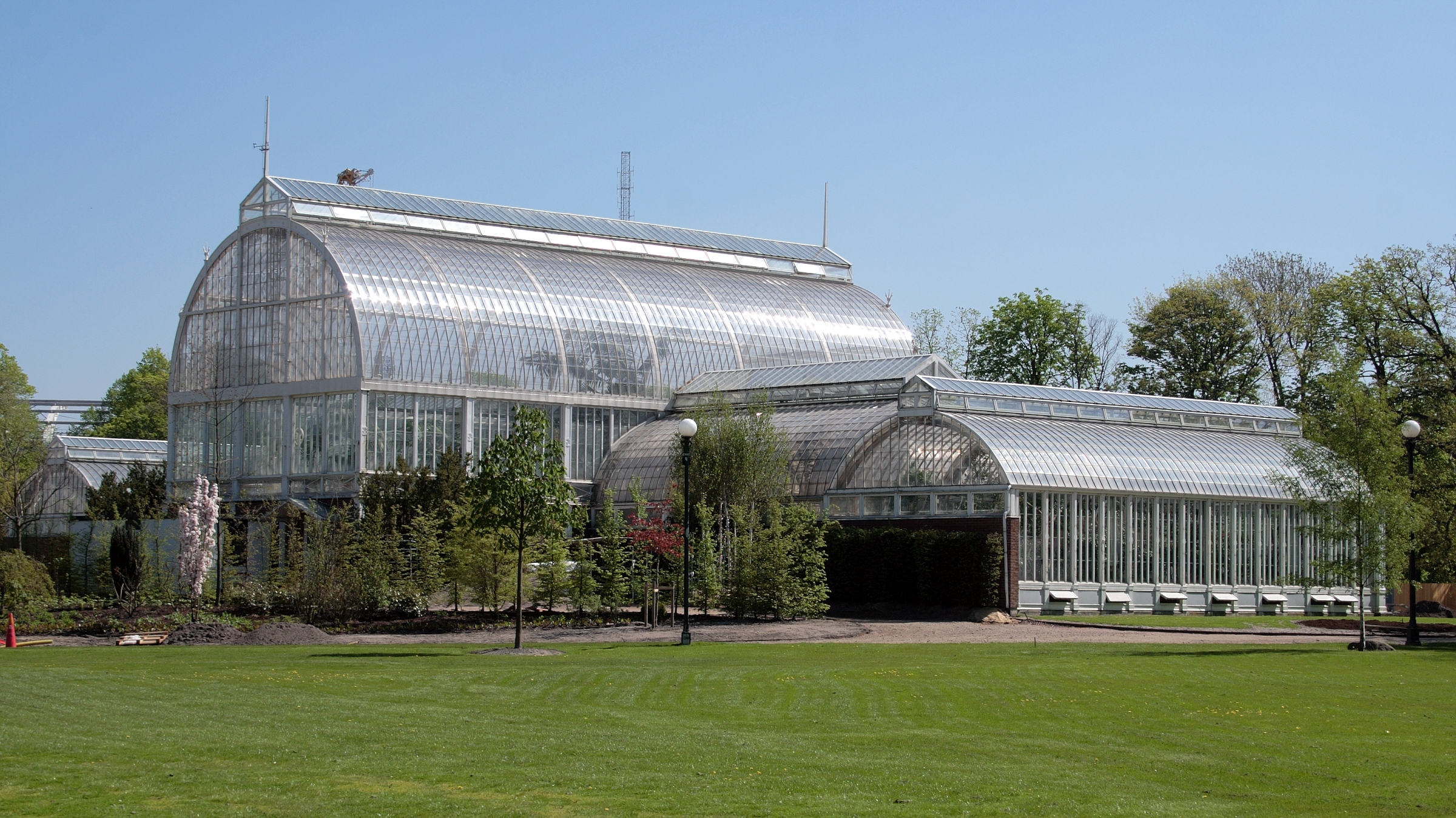
Palmenhaus im Trädgårdsföreningen
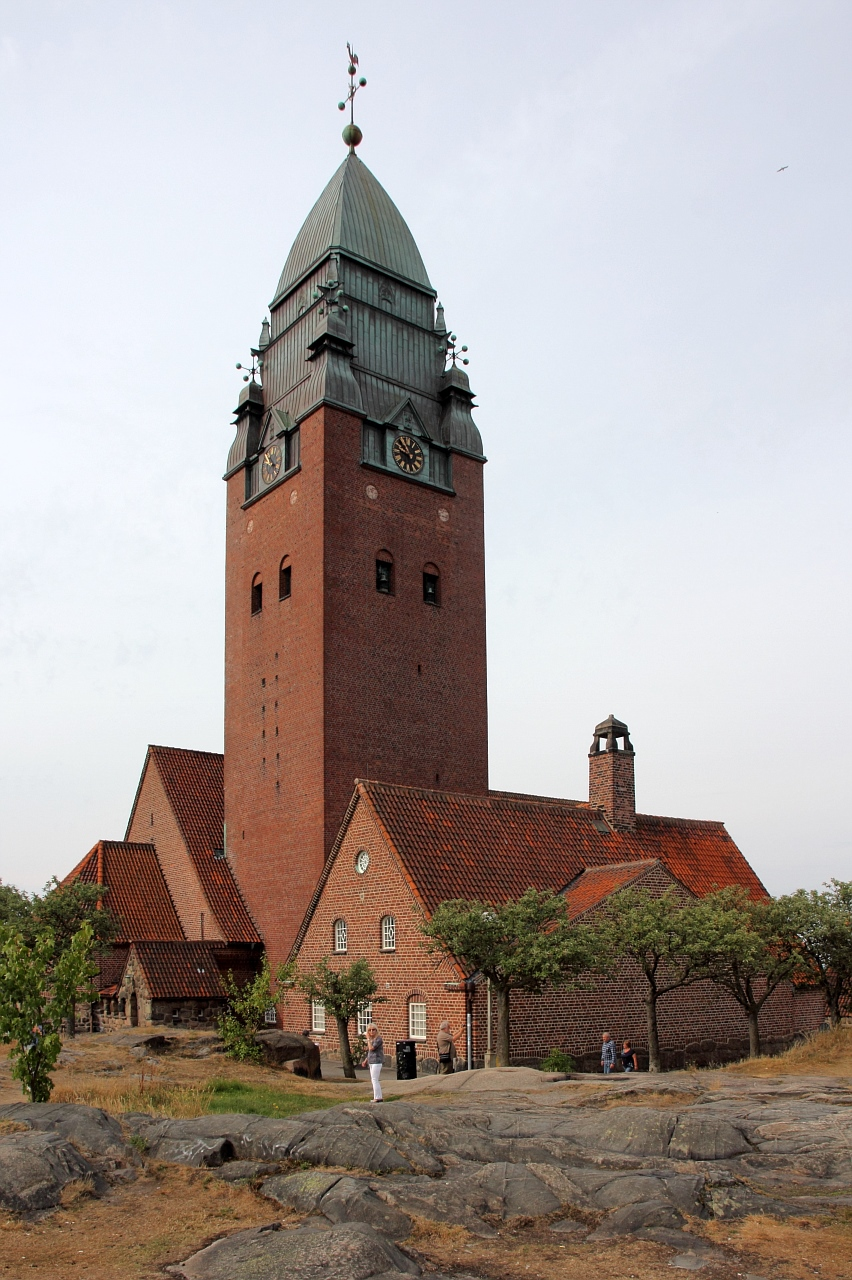
Masthuggskyrkan
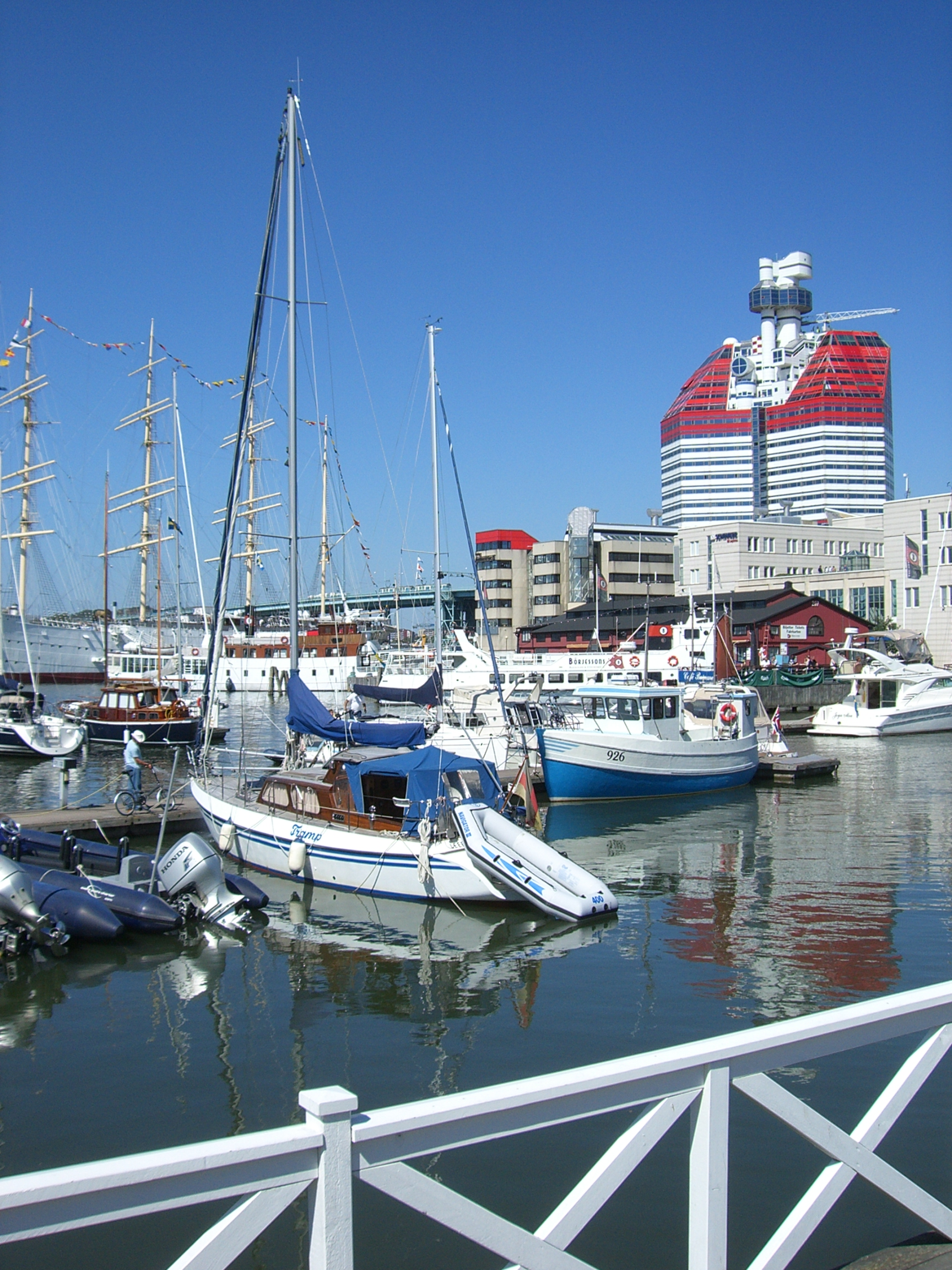
Der Hafen Lilla Bommen mit dem Skanskaskrapan im Hintergrund
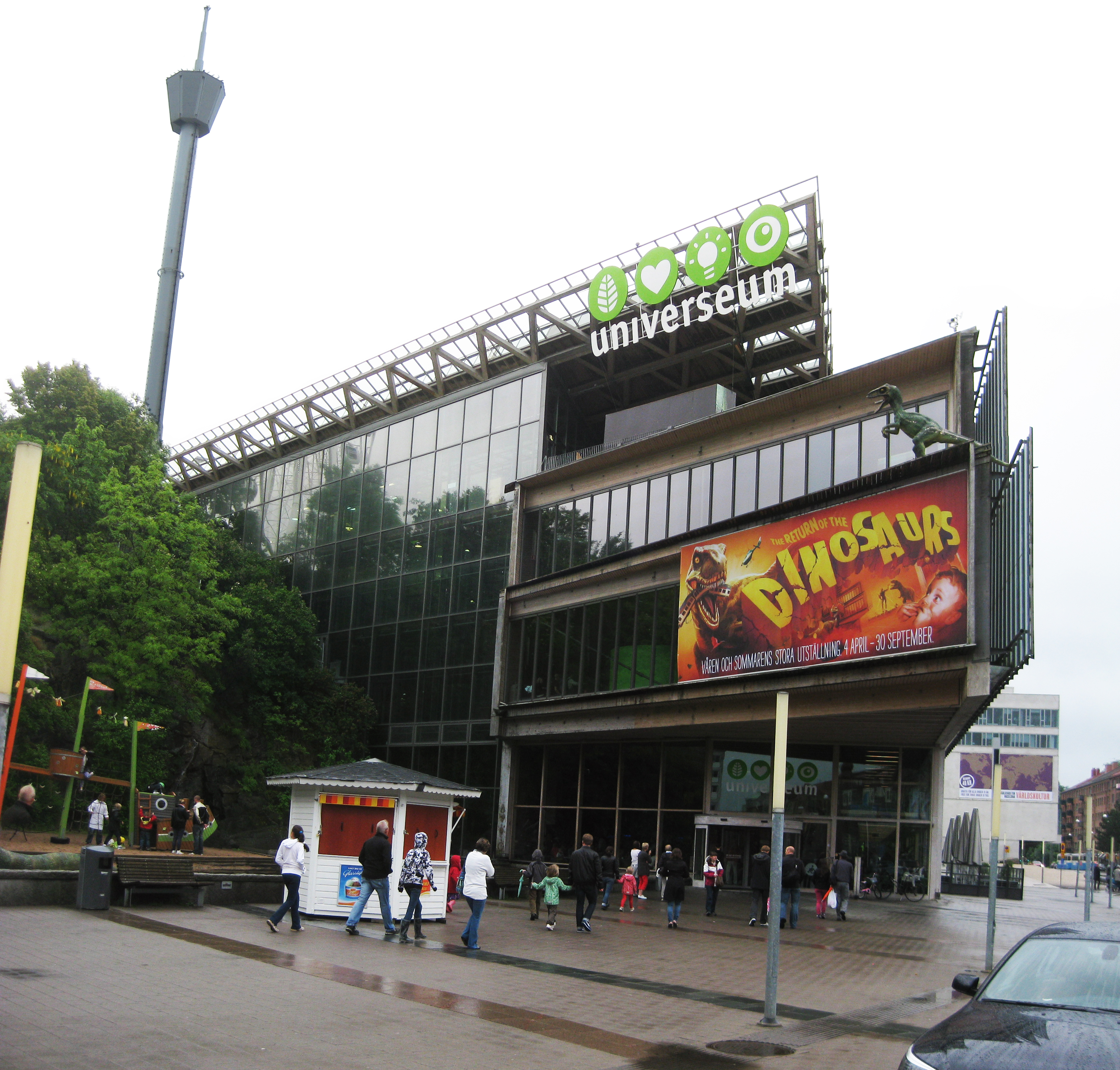
Der Eingang des Universeums
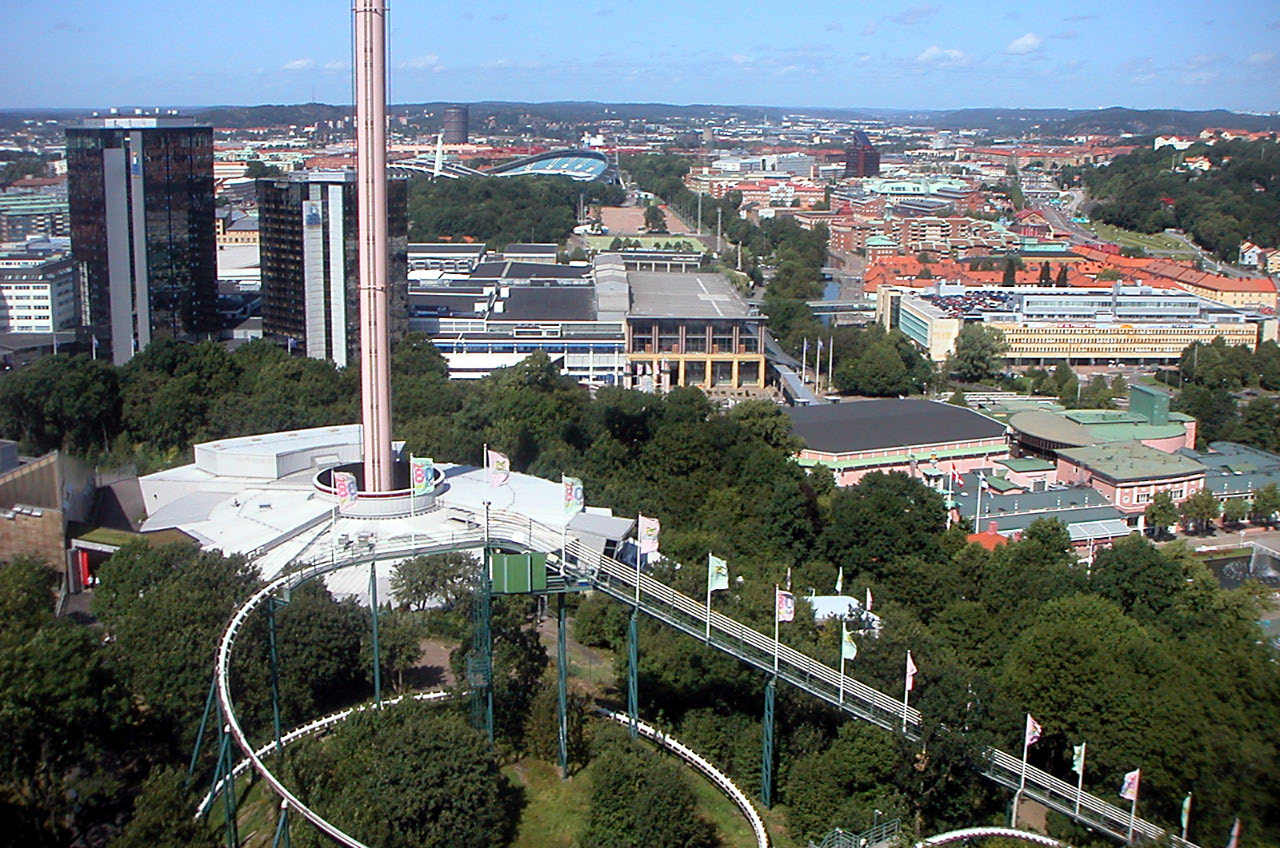
Göteborg vom Liseberg aus gesehen
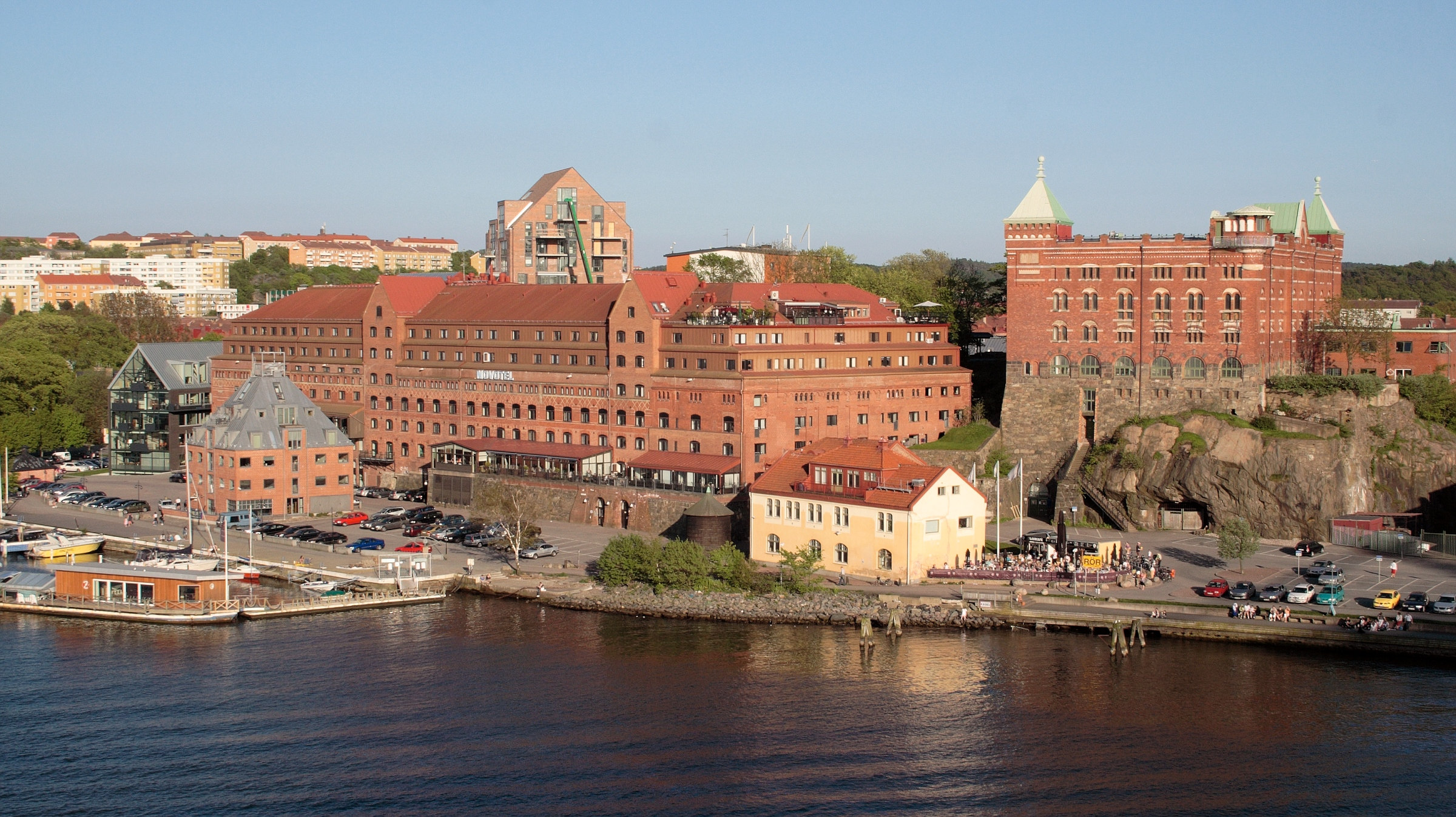
Klippan
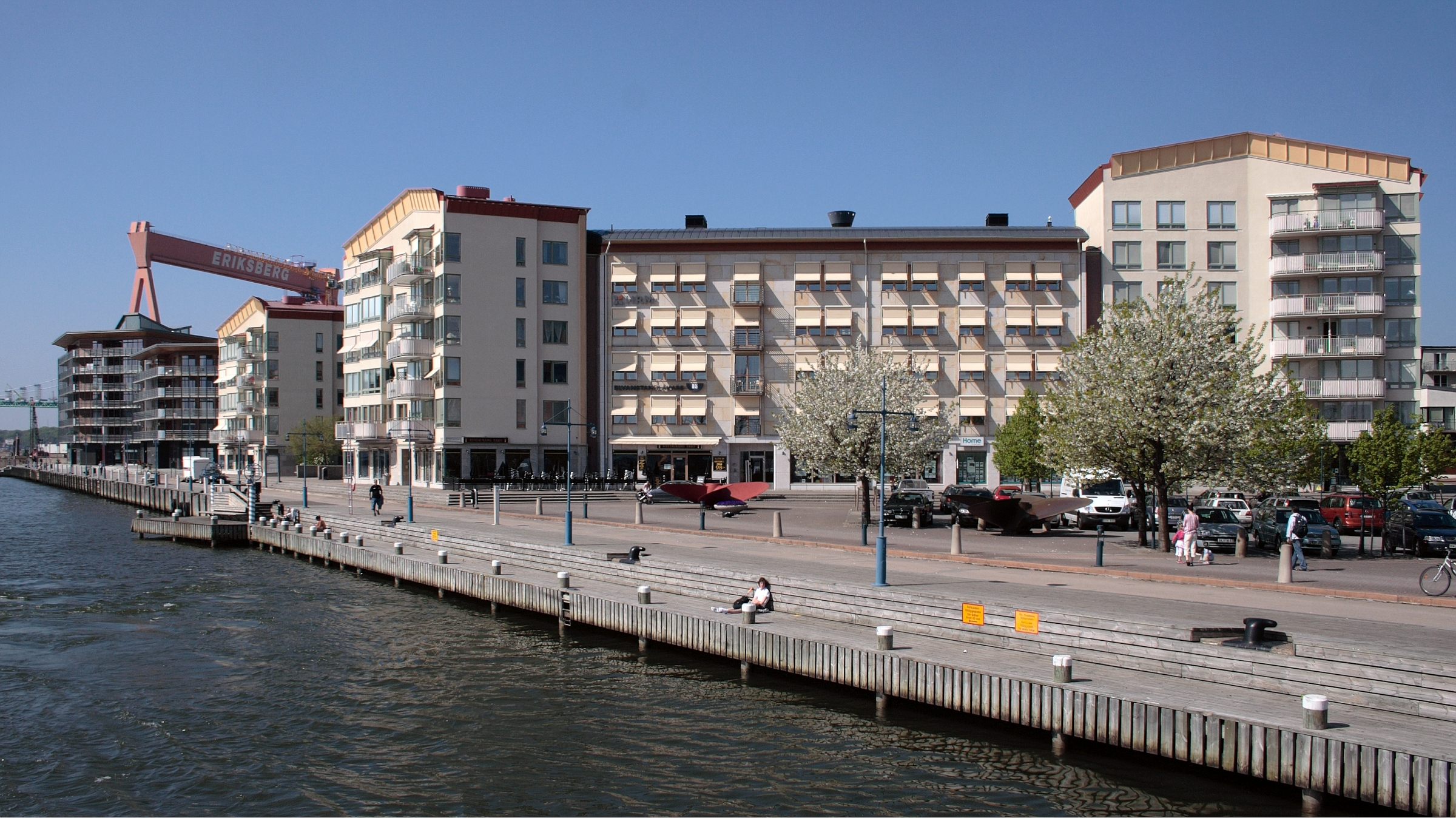
Moderne Neubauten in Eriksberg
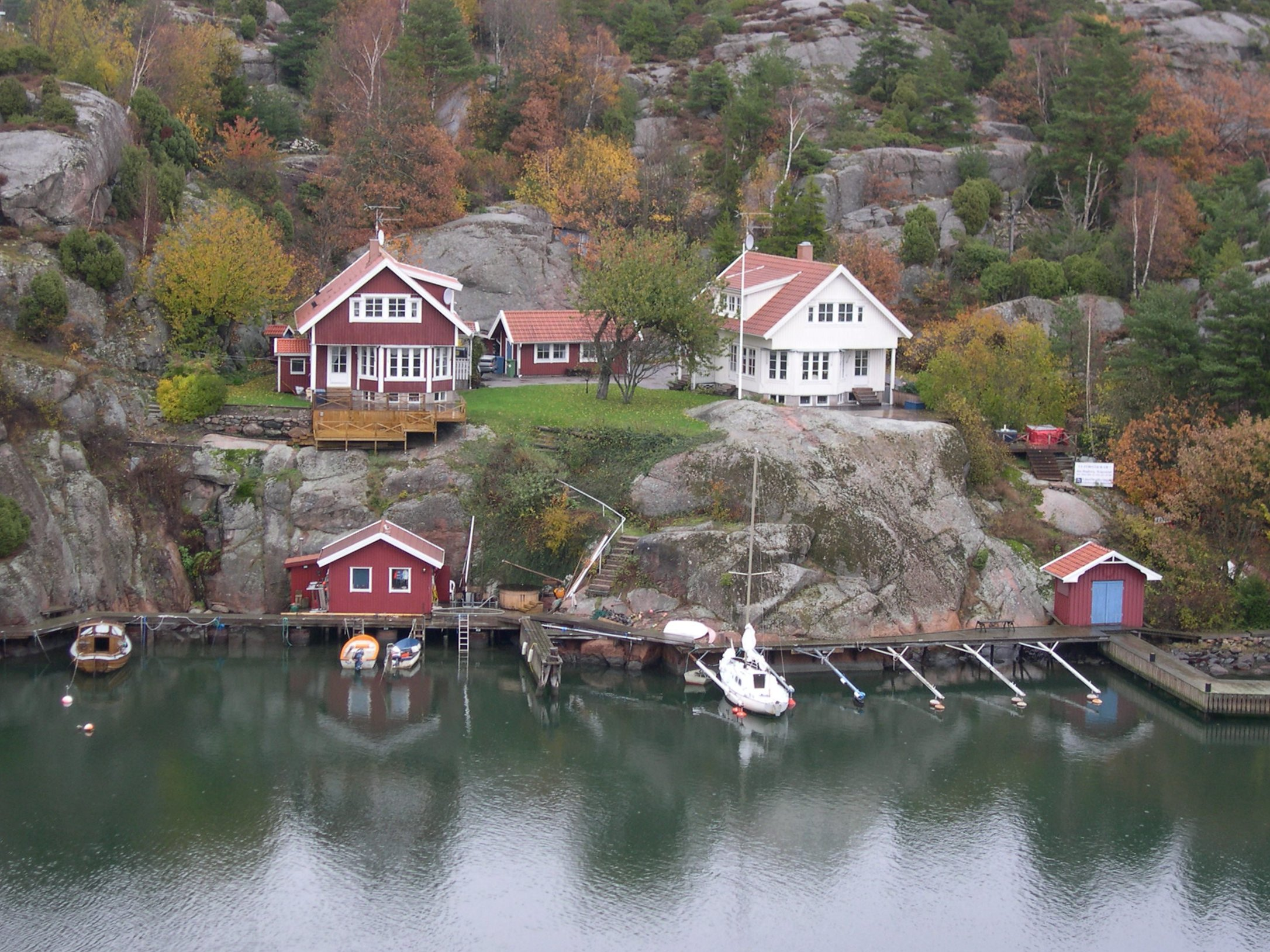
Typische Häuser im Göteborger Schärengarten

## Wirtschaft und Infrastruktur
Für das industrielle Wachstum Göteborgs war die Entstehung von Unternehmen wie SKF (1906) mit der Wälzlagerherstellung ein wichtiger Schritt. SKF begann 1926 auch mit der Herstellung von Automobilen unter dem Namen Volvo, heute der größte Betrieb in Göteborg.
Göteborgs Werften waren bis in die 1970er Jahre ein wichtiger wirtschaftlicher Faktor der Stadt. In der sogenannten Werftenkrise konnten sich die Werften gegen die internationale Konkurrenz vor allem aus Südostasien nicht mehr behaupten, so dass der Schiffbau in Göteborg aufgegeben wurde. Die großen Werften wurden geschlossen bzw. beschränkten sich auf die Instandhaltung von Schiffen. Inzwischen hat sich aus dem Anlagenbau und der Systemberatung heraus eine neue Exportlinie mit Verbindungen in viele weltweit wichtige Standorte der Petrochemie entwickelt.

### Verkehr

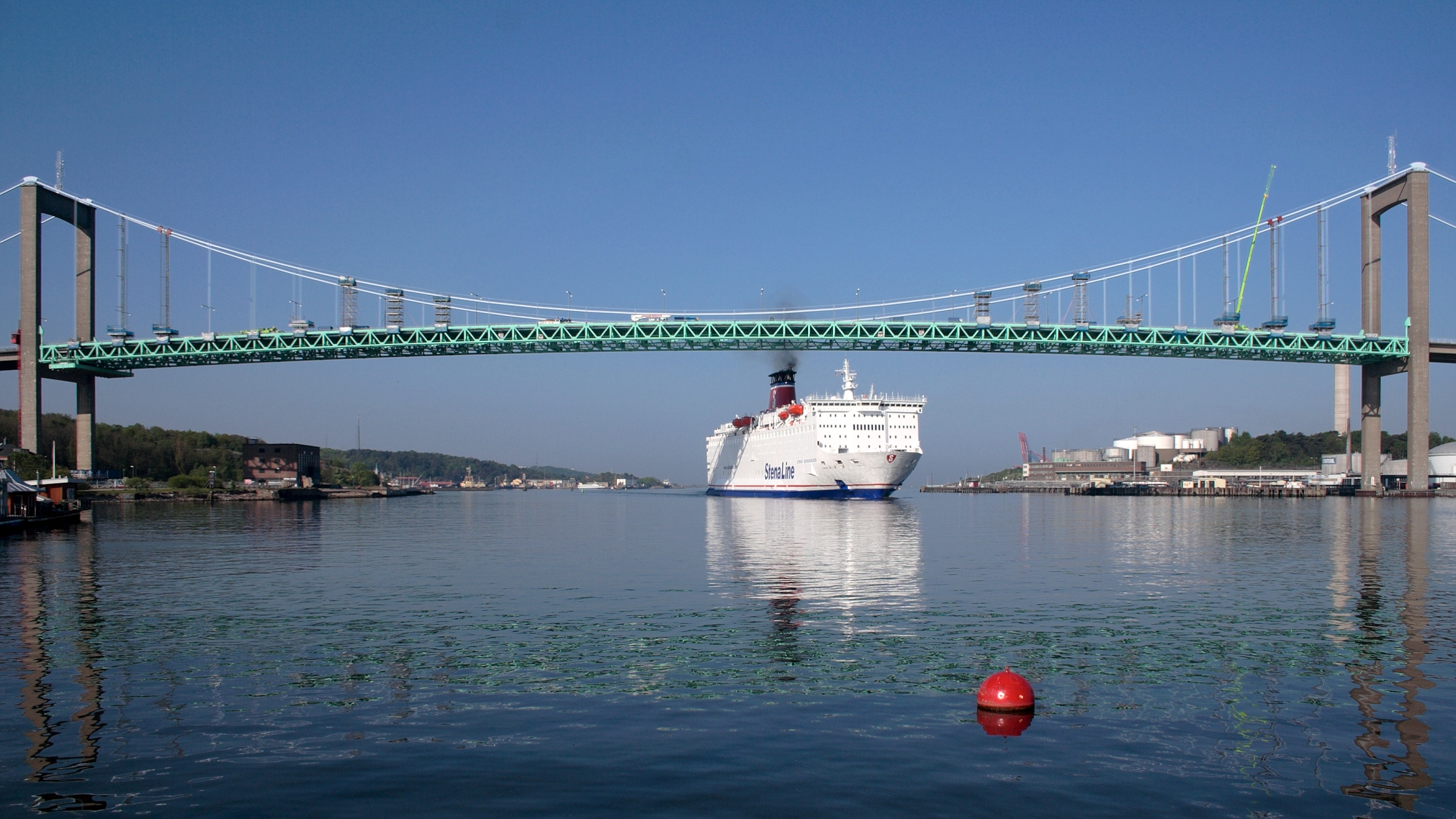
Eine Stena-Fähre passiert die Älvsborgsbron auf dem Weg zum Anleger

#### Hafen und Schifffahrt
Der Hafen Göteborgs ist der größte Exporthafen Nordeuropas und ganzjährig eisfrei. Im Jahr 2016 wurden hier knapp 41 Mio. Tonnen Güter umgeschlagen, darunter 246.000 Fahrzeuge. Der Umschlag von Containern im größten Containerhafen Skandinaviens lag 2016 bei 798.000 TEU, 2020 waren es 776.000 TEU und 2021 828.000 TEU. An Gütern zur Energieerzeugung wurden 2016 23,7 Mio. t umgeschlagen, 2021 waren es nur noch 19,1 Mio. t. Im RoRo-Verkehr wurden 2016 538.000 Einheiten umgeschlagen; 2017 waren es 593.000, 2018 584.000, 2020 515.000, 2021 556.000. Über die Hälfte dieser rollenden Ladung – oft Forstprodukte (Holz) – entstammt dem Verkehr mit den belgischen Häfen Zeebrugge und Gent. Betreiber des Hafens ist der kommunale Port of Gothenburg (Göteborgs Hamm AB), auch gibt es drei private Terminal-Betreiber. 2020 wurden im Hafen Göteborg 234.000 Neuwagen umgeschlagen, das waren 15 % weniger als 2019. Grund für den Rückgang war ein Produktionsstopp bei Volvo Cars im Frühjahr wegen der COVID-19-Pandemie. 2021 waren es wieder 256.000 Neufahrzeuge.
Vom Hafen Göteborg aus bietet die ortsansässige Reederei Stena Line Fährlinien nach Dänemark (Frederikshavn, mehrere Abfahrten täglich) und nach Deutschland (Kiel, Abfahrten täglich) an. Die Zahl der Passagiere lag 2016 bei 1,708 Mio., neben den Fährschiffen gab es 34 Anläufe von Kreuzfahrtschiffen. 2019 gab es 59 Anläufe von Kreuzfahrtschiffen, 2020 waren es nur elf Anläufe.
Von Saltholmen im Südwesten der Stadt verkehren Fähren zu den vorgelagerten Schären. Die Inseln im südlichen Schärengarten gehören zur Gemeinde Göteborg und werden mit Fähren der Styrsöbolaget im Auftrag von Västtrafik angefahren. Der nördliche Schärengarten ist Teil der Gemeinde Öckerö und wird von einer Autofähre des Vägverket bedient.
Mit den Älvsnabben existiert ein innerstädtischer Fährverkehr auf dem Göta älv zwischen Lilla Bommen und Klippan.
In Göteborg beginnt der Trollhätte-Kanal, der streckenweise den Göta älv nutzt. Zusammen mit dem Göta-Kanal bildet er eine 390 km lange Wasserstraße quer durch Schweden bis zur Ostsee. Die teilweise noch aus dem 19. Jahrhundert stammenden Kanalschiffe Juno, Diana und Wilhelm Tham befahren die Strecke bis nach Stockholm.

#### Eisenbahn

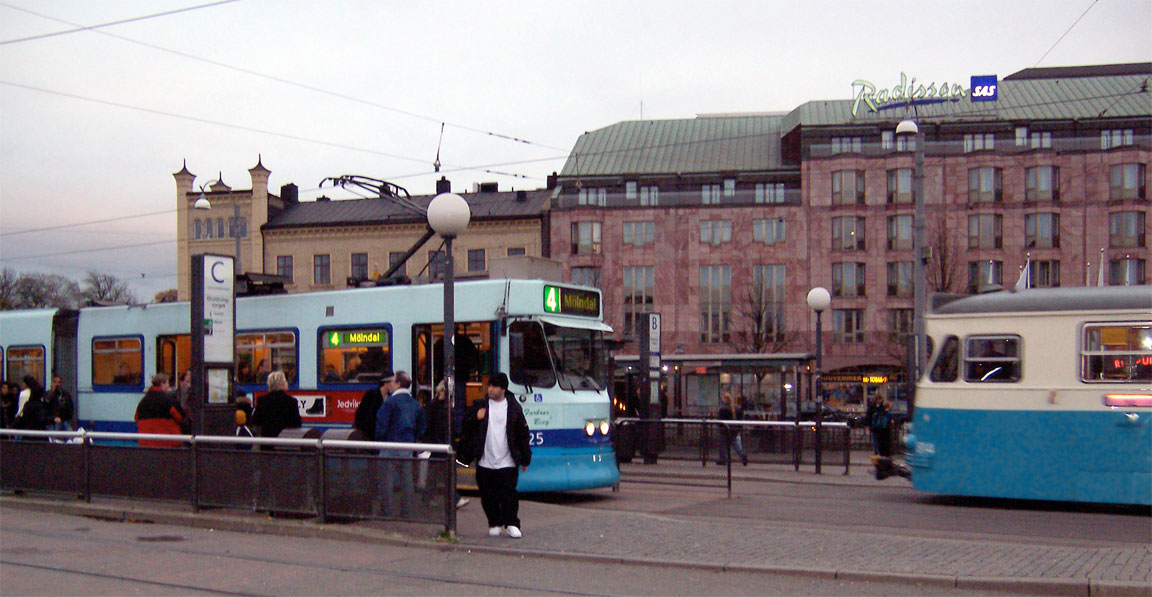
Straßenbahnzüge auf dem Drottningtorget (2004)

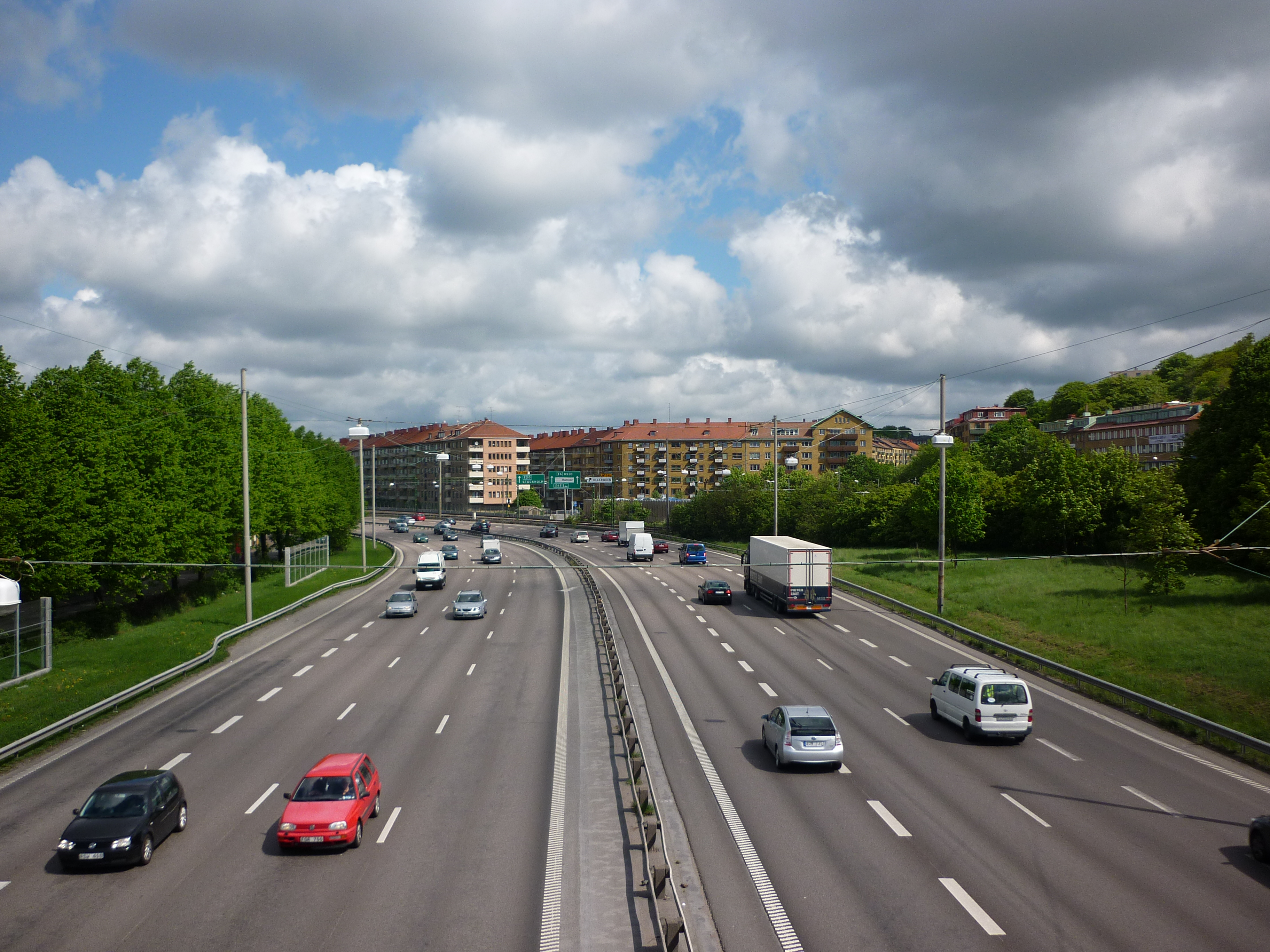
Autobahn E6/E20 bei Olskroken

Göteborg ist ein wichtiger Eisenbahnknotenpunkt; am Hauptbahnhof Göteborg C treffen die Hauptbahnen von Oslo, Stockholm und Malmö bzw. Kopenhagen zusammen. Für den Nahverkehr in die umliegenden Gemeinden gibt es den S-Bahn-ähnlichen Pendeltåg.

#### Busverkehr
Das Nils Ericson Terminal ist Göteborgs Busbahnhof. Von dort verkehren sowohl Busse des ÖPNV als auch nationale und internationale Fernbusse.

#### Straßenbahn
Göteborg ist neben Norrköping und Stockholm die einzige Stadt in Schweden, die ihre Straßenbahn (schwedisch: Göteborgs spårvägar) bei der Umstellung auf Rechtsverkehr 1967 (Dagen H) behalten hat. Heute gibt es in der Stadt insgesamt 13 Straßenbahnlinien. Da große Teile der Innenstadt für den motorisierten Individualverkehr (außer Anliegern und Lieferanten) gesperrt sind, ist die Straßenbahn auch das bevorzugte Verkehrsmittel der Göteborger.

#### Straßenverkehr
Seit 2000 wird die Infrastruktur der Stadt im Rahmen des Projekts „Göken“ (Göteborgsöverenskommelsen = Göteborg-Abkommen; wörtlich übersetzt „Kuckuck“) sehr stark umgebaut. Am Hafen entlang wird die Straße in einen Tunnel verlegt, um so einen großen Park zu schaffen. Dies ist das größte Bauvorhaben der Stadt.

#### Flugverkehr
Göteborg hat zwei Flughäfen. Östlich der Stadt liegt am Riksväg 40 der Landvetter flygplats, mit vielen nationalen und internationalen Verbindungen. Der Flughafen Göteborg/Säve liegt nördlich der Stadt in Säve, er wurde bis 2015 vor allem von Billigfluggesellschaften angeflogen, ehe der Betrieb reduziert worden ist.

### Bildung

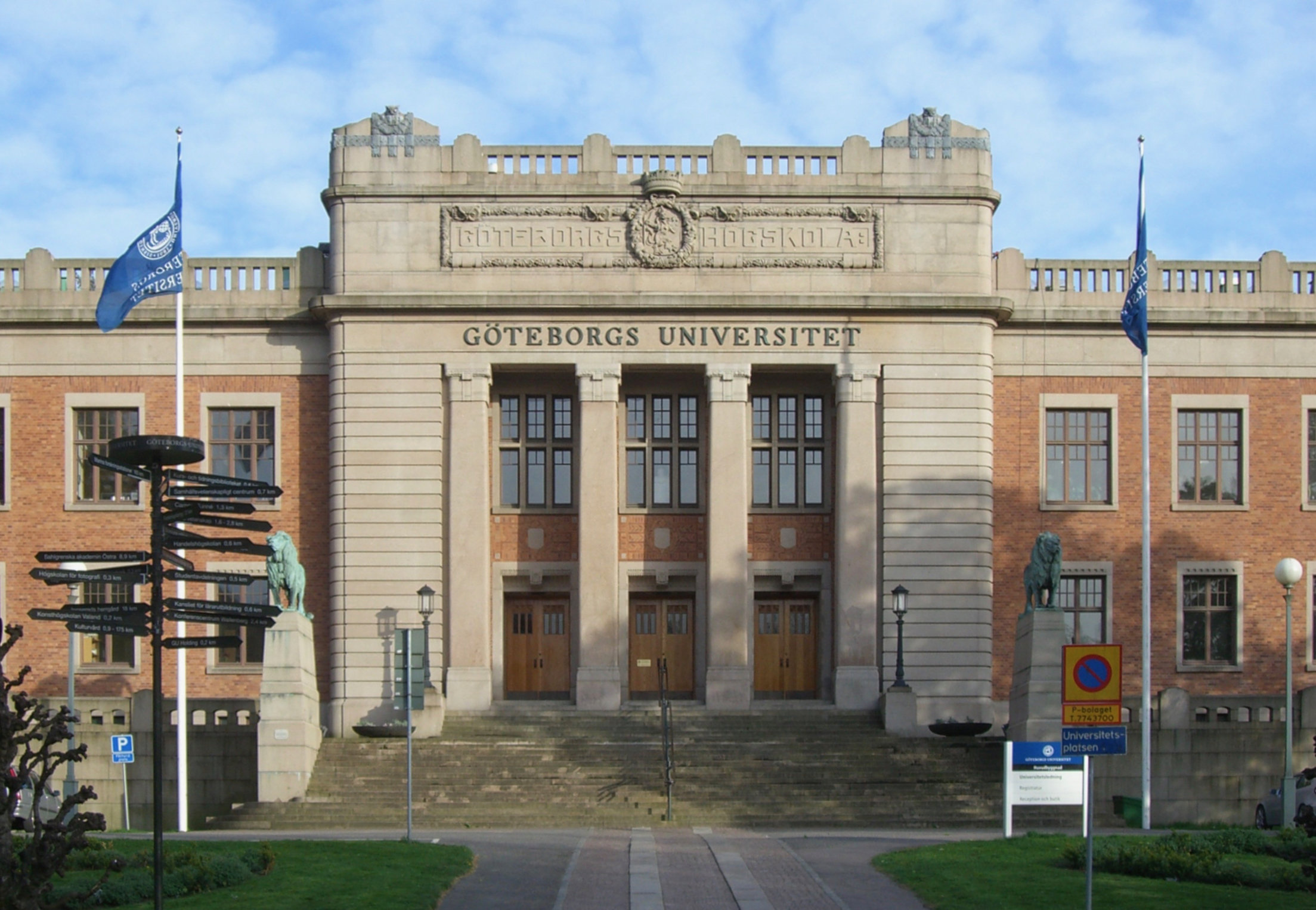
Universität Göteborg

Göteborg ist Sitz zweier Universitäten: die 1891 gegründete staatliche Universität Göteborg sowie die von einer Stiftung getragene Technische Hochschule Chalmers (gegründet 1829).
Die Universität Göteborg ist eine der größten Hochschulen Skandinaviens. Zu ihr gehören unter anderem eine Wirtschaftshochschule (Handelshögskolan) und eine Kunsthochschule namens Valand.
Die Technische Hochschule Chalmers ist vor allem das Zentrum der technisch-naturwissenschaftlichen Ausbildung in Göteborg, obwohl es auch an der Universität Göteborg verschiedene technisch orientierte Studienprogramme gibt. Ein gemeinsames Projekt der beiden Universitäten ist die 2001 geschaffene IT-Universität, die sich auf IT-relevante Ausbildungsbereiche konzentriert.

### Ansässige Unternehmen
Die Industrie Göteborgs ist heute durch Schifffahrt, Werften, Automobilfabriken (Volvo), Erdölraffinerien sowie durch die Maschinen-, Stahl-, Eisen- und Textilindustrie gekennzeichnet. Göteborg ist eine der bedeutendsten Messestädte Europas. Die Stadt ist Sitz vieler Banken und Versicherungen.
Ansässige Unternehmen sind unter anderem:
- AstraZeneca (Pharmaindustrie)
- Ericsson (gegründet 1876, Telekommunikation)
- ESAB (gegründet 1904, Maschinenbau (besonders Schweiß- und Schneidtechnik))
- Ewellix (ehemals SKF Motion Technologies)
- Hasselblad (gegründet 1908, optische Industrie)
- PowerCell (gegründet 2008, Entwickler und Hersteller von Brennstoffzellen)
- Saab (Svenska Aeroplan Aktiebolaget, gegründet 1937, Kraftfahrzeug- und Flugzeughersteller)
- Stena Line (Fährschiffreederei)
- SKF (Svenska Kullager Fabriken, gegründet 1907, Metallindustrie)
- Volvo AB (Hauptsitz der Firmengruppe; Nutzfahrzeug-Produktion, Busse, Bootsmotoren)
- Volvo Car Corporation (Pkw-Hersteller)
- Banan-Kompaniet seit 1909

## Kultur

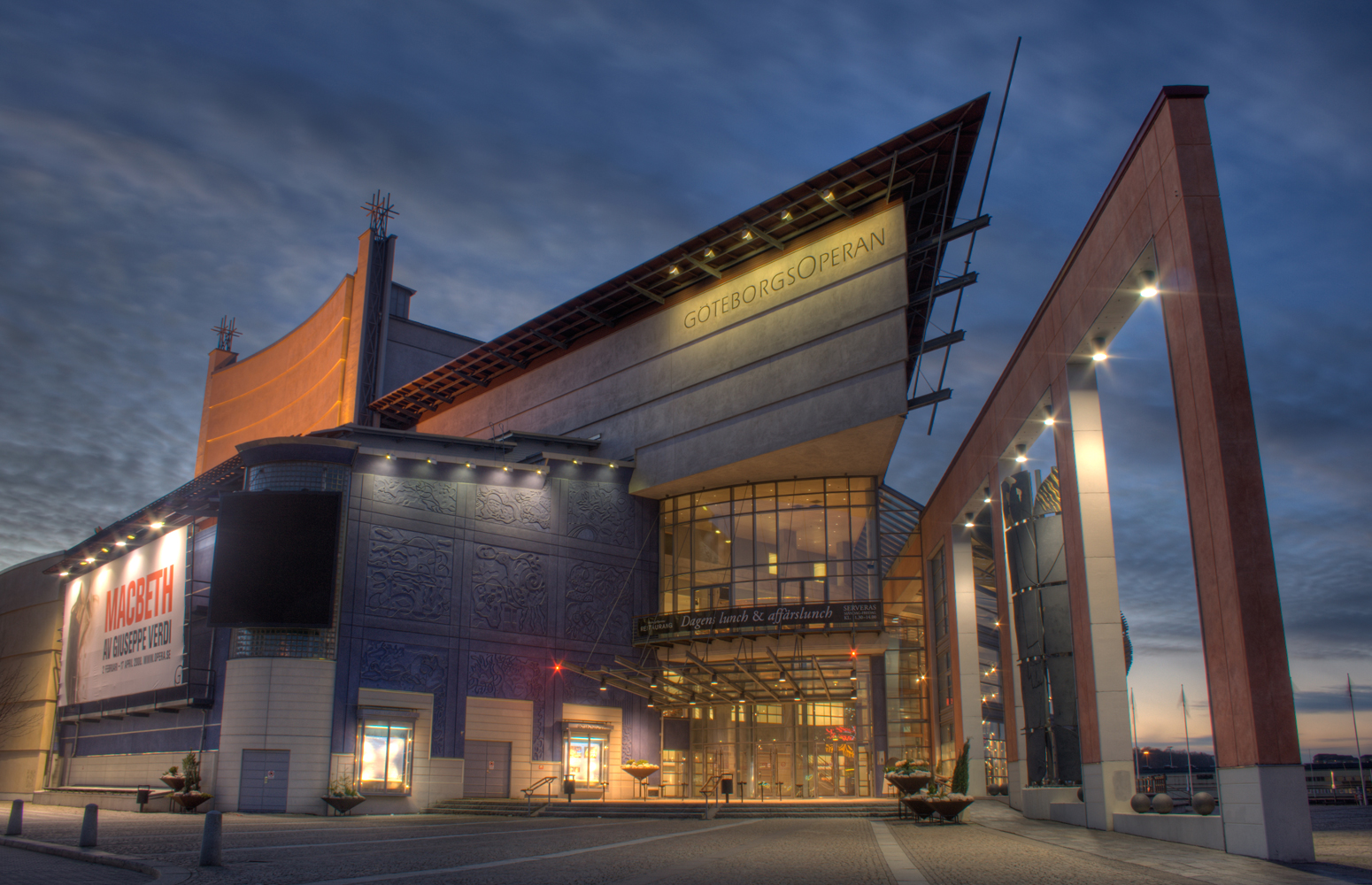
Opernhaus von Göteborg

Die Göteborger Symphoniker haben seit einigen Jahren den offiziellen Titel „Nationalorchester Schwedens“. Unter ihrem langjährigen (1982–2004) Chefdirigenten Neeme Järvi machten die Symphoniker zahlreiche international anerkannte Aufnahmen vor allem von skandinavischer Musik.
Das am südlichen Ufer des Göta älv befindliche Göteborger Opernhaus wurde 1994 eingeweiht. Es hat eigene Opern-, Ballett- und Musicalensembles.
In Göteborg ist eine weltweit prägende Metal-Szene ansässig, bekannt als Göteborger Death Metal. Als Pionierbands sind die Bands In Flames, Dark Tranquillity und At the Gates, sowie Soilwork zu erwähnen.
Die Göteborger Buchmesse, die größte Buchmesse Skandinaviens, findet jährlich im September statt. Und seit 2013 gibt es im Göteborgs Lagerhus ein Literaturhaus, heute unter dem Namen Göteborgs Litteraturhus.
Das Göteborg International Film Festival, das größte Filmfestival Skandinaviens, findet jährlich statt.
Göteborgs konstmuseum ist eines der größten Kunstmuseen Schwedens.
Göteborgs Konsthall ist ein Zentrum für zeitgenössische Kunst und Partner der Göteborger Biennale.
Die Stadt Göteborg richtet seit 2007 zusammen mit der Västra Götalands län, dem schwedischen LGBT-Verband RFSL und weiteren LGBT-Organisationen jährlich das schwul-lesbisch-bisexuelle und transgender Kulturfestival "West Pride" aus Film, Theater, Sport, Kunst und Demonstration an den größten öffentlichen Plätzen der Stadt aus. Auch das Kunstmuseum und das Göteborg International Film Festival nehmen mit Beiträgen daran teil. Seit 2017 hisst die Stadt auch die Pride Flag an öffentlichen Plätzen.

## Religion
Die Mehrheit der Bevölkerung gehört traditionell der lutherischen Schwedischen Kirche an.
Seit 1862 gibt es auch wieder eine römisch-katholische Gemeinde. Ihr Zentrum ist die 1937/38 erbaute Christkönigskirche.
Am Fuße des Ramberget steht die von Saudi-Arabien finanzierte Göteborg-Moschee. Die salafistische Bellevue-Moschee befindet sich in der Generalsgatan im Göteborger Bezirk Bellevue.

## Göteborg in der Literatur
Göteborg ist der Schauplatz der Kriminalromane von Åke Edwardson (Die Schattenfrau, Der letzte Abend der Saison, Der Himmel auf Erden und andere), in denen Kommissar Erik Winter ermittelt, sowie der Krimis von Helene Tursten, die die Inspektorin Irene Huss in bisher zehn Romanen ermitteln lässt.
Göteborg bildet auch den Hintergrund von Marianne Fredrikssons Roman Simon, der eine Milieustudie Göteborgs in den Jahren von 1930 bis 1950 ist. Er erzählt die Geschichte zweier Familien aus der Sicht der Heranwachsenden vor, während und nach dem Zweiten Weltkrieg im neutralen Schweden.

## Sport

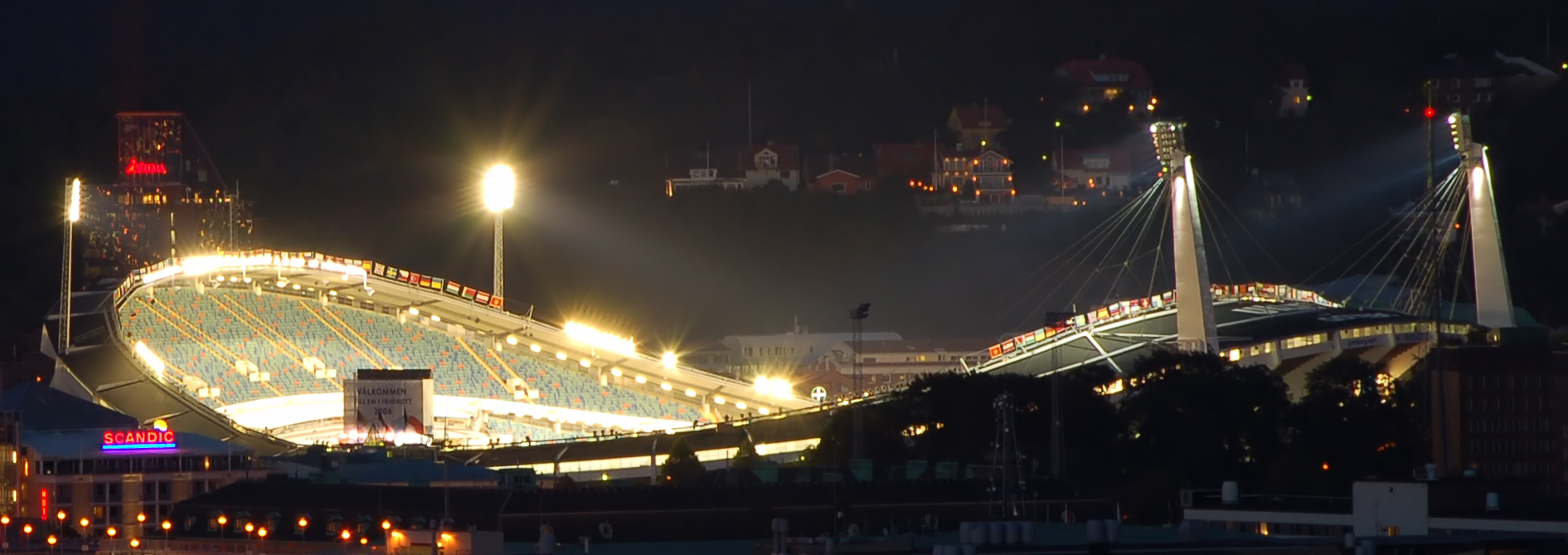
Das Ullevi-Stadion, das größte Stadion Göteborgs

In Göteborg ist der mit 18 nationalen Meisterschaften, vier nationalen Pokalsiegen und zwei UEFA-Pokal-Siegen erfolgreichste schwedische Männerfußballverein, der IFK Göteborg, beheimatet, wobei jedoch in den letzten Jahren BK Häcken die Führungsrolle in der Stadt übernommen hat. Auch die Fußballvereine GAIS und Örgryte IS sind in der Stadt populär, jedoch liegen die ganz großen Erfolge beider Vereine etwas länger zurück. Während Örgryte 2023 in der zweiten Liga gegen den Abstieg spielte, gelang GAIS nach zwölf Jahren die Rückkehr in die Allsvenskan, die höchste Liga im schwedischen Fußball.
Das Eishockey-Team Frölunda HC wurde viermal schwedischer Meister (1965, 2003, 2005, 2016). Der Volleyballverein Gråå BK spielt in der dritten Liga.
Göteborg ist Jahr für Jahr Austragungsort des Partille Cups, des größten Handballturniers der Welt, an dem jährlich etwa 10.000 Nachwuchsspieler aller Altersklassen in 800 Teams aus 40 Nationen teilnehmen. Das größte Ereignis jeden Sommer ist dennoch der Gothia Cup, mit zehntausenden Kindern und Jugendlichen als Teilnehmer am internationalen Fußballturnier.

### Sportereignisse

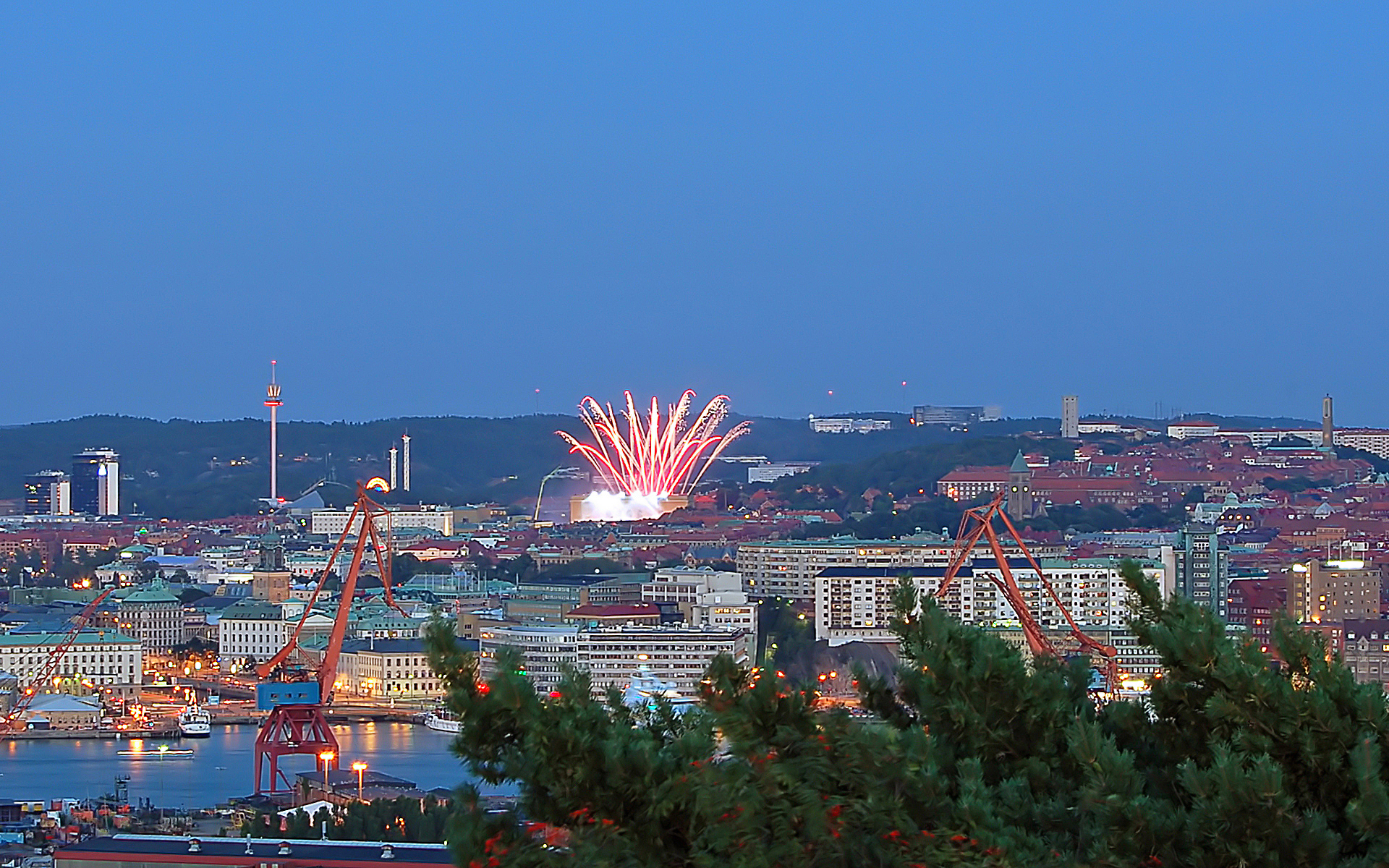
Leichtathletik-Europameisterschaften 2006 in Göteborg

- 1958 war Göteborg Spielort des Halbfinales der 6. Fußball-Weltmeisterschaft. Am 24. Juni fand dort das legendäre Halbfinale zwischen Schweden und der Bundesrepublik Deutschland 3:1 (1:1) statt.
- 1992 war Göteborg ein Austragungsort der Fußball-Europameisterschaft. Unter anderem fand am 26. Juni im Ullevi-Stadion das Endspiel statt, in dem Dänemark die deutsche Mannschaft mit 2:0 (1:0) besiegte.
- Die Leichtathletik-Weltmeisterschaften 1995 wurden in Göteborg ausgetragen,
- 1999 fanden die Leichtathletik-U23-Europameisterschaften statt.
- In der Stadt fand 2005 die Europa-Mannschaftsmeisterschaft im Schach statt.
- Vom 6. bis 13. August 2006 war Göteborg Gastgeber der 19. Leichtathletik-Europameisterschaften.
- Mehrmals machte im Ullevi-Stadion das Finale der Speedway-Einzel-Weltmeisterschaft Station. Von 2008 bis 2013 war Göteborg Ort der Grand-Prix-Serie im Rahmen der Speedway-Einzel-Weltmeisterschaft.
- Seit 1975 wird jährlich im Sommer der Gothia Cup, ein internationales Fußballturnier für Jugendliche, ausgetragen.
- Einmal im Jahr, seit 1980, findet im Mai der Halbmarathonlauf Göteborgsvarvet statt.
- Göteborg war 1976 und 2008 Standort der Eiskunstlauf-Weltmeisterschaften. Die Europameisterschaften gingen 1972, 1980 und 1985 in der Stadt über die Bühne.
- Das Finale im Springreitweltcup wurde erstmals in Göteborg 1979 ausgetragen. Es folgten 1982, 1986, 1988, 1991, 1993, 1995, 1997, 1999, 2001, 2008, 2013, 2016 und 2019. Alle Veranstaltungen wurden im Scandinavium abgehalten. 2021 soll das nächste Finale in der schwedischen Stadt ausgetragen werden.
- 2011 fand die 22. Handball-Weltmeisterschaft der Männer statt. Hier war Göteborg mit dem Scandinavium, einer Mehrzweckhalle mit einem Fassungsvermögen von knapp 12.000 Menschen, einer der Austragungsorte.
- Im Juli 2013 fanden in Göteborg vier Spiele der Fußball-Europameisterschaft der Frauen statt.
- 2021 wurde das Endspiel der UEFA Women’s Champions League 2020/21 im Stadion Gamla Ullevi ausgetragen. Die UEFA nahm den 400. Jahrestag der Stadtgründung als Anlass für die Vergabe.[15]

## Städtepartnerschaften
Göteborg listet folgende Partnerstädte auf:
| Stadt              | Land                | Typ          | seit |
| ------------------ | ------------------- | ------------ | ---- |
| Aarhus             | Dänemark            | Vänort       | 1946 |
| Bergen             | Norwegen            | Vänort       | 1946 |
| Chicago            | Vereinigte Staaten  | Partnerstadt | 1987 |
| Kiel               | Deutschland         | Partnerstadt |      |
| Krakau             | Polen               | Partnerstadt | 1990 |
| Lyon               | Frankreich          | Partnerstadt | 1990 |
| Nelson Mandela Bay | Südafrika           | Partnerstadt | 1998 |
| Rostock            | Deutschland         | Partnerstadt | 1965 |
| Shanghai           | Volksrepublik China | Partnerstadt | 1986 |
| Turku              | Finnland            | Vänort       | 1946 |
| Xi’an              | Volksrepublik China | Partnerstadt |      |